# Aeroporto Internacional de São Paulo-Guarulhos
O Aeroporto Internacional de São Paulo/Guarulhos – Governador André Franco Montoro (IATA: GRU, ICAO: SBGR) é o maior aeroporto do Brasil, da América do Sul e um dos maiores do mundo, sendo o segundo mais movimentado da América Latina em número de passageiros transportados (após o Aeroporto Internacional da Cidade do México) e um dos trinta mais movimentados do planeta. No transporte de mercadorias, é o segundo depois do Aeroporto Internacional El Dorado, em Bogotá, Colômbia.
Localizado no município de Guarulhos, na Grande São Paulo, o complexo aeroportuário conta com uma área de 14 quilômetros quadrados e um sistema de acesso viário próprio. A Rodovia Helio Smidt se estende por parte do perímetro do aeroporto, tendo ligação com as rodovias Presidente Dutra e Ayrton Senna. Toda estrutura para passageiros é dividida em três terminais, totalizando 260 pontos de check-in.
Em 2001, uma lei federal alterou a denominação do aeroporto em homenagem ao ex-governador de São Paulo André Franco Montoro, falecido em 1999. No entanto, o nome oficial não é habitualmente utilizado pela população, que se refere apenas como "aeroporto de Guarulhos" ou "aeroporto de Cumbica".
O complexo aeroportuário foi concedido à iniciativa privada em 6 de fevereiro de 2012, para o consórcio composto pela Invepar e a Airports Company South Africa, durante o período de vinte anos, pelo valor de 16,2 bilhões de reais. Em 15 de novembro de 2012, a concessionária passou a utilizar a marca GRU Airport, que irá conviver com o nome oficial, além das denominações informais. Em 2017, foi considerado pela empresa OAG o segundo melhor em pontualidade no mundo e primeiro na América Latina, uma posição acima daquela alcançada no ano anterior. Em 2019 alcançou as mesma classificações em uma pesquisa realizada pela FlightStats. Em 2021 foi eleito pelo estudo do Club Med como um dos 35 melhores do mundo para longas escalas.

## História

### Antecedentes
Em 1947, o Aeroporto de Congonhas registrou um imenso movimento que foi além de sua capacidade operacional de passageiros e cargas. Por isso, o secretário de viação de São Paulo nomeou em 1951 uma comissão para levantar as possíveis áreas capazes de receber um aeroporto. Foram identificadas e catalogadas cerca de 23 áreas e a escolhida localizava-se no antigo distrito de Santo Ângelo na cidade de Mogi das Cruzes, mas nada de fato foi realizado.
O surgimento de aviões de grande porte exigiu pistas maiores, motivando várias reformas no antigo Campo de Aviação de Viracopos, em Campinas, transformando-o em 1960 no Aeroporto Internacional de Viracopos/Campinas, com uma pista de 3 240 metros de comprimento. As pistas de Congonhas ficaram limitadas, capazes apenas de receber voos domésticos e alguns poucos internacionais procedentes da América do Sul.
Diante das demandas do crescimento nacional, o ministro da Aeronáutica promoveu a criação da "Comissão Coordenadora do Projeto Aeroporto Internacional", presidida pelo tenente-brigadeiro e ministro da Aeronáutica Araripe Macedo. O comitê foi designado para arquitetar as diretrizes de implantação de uma nova infra-estrutura aeroportuária, pois a aviação comercial a jato impôs transformações que não poderiam ser resolvidas com simples ajustes. A CCPAI confiou os estudos à empresa brasileira Hidroservice, consorciada às canadenses Acres e Parkin. Entre as diversas conclusões deste estudo, destacou-se que o Rio de Janeiro teria um potencial de tráfego de passageiros maior que São Paulo, devido à metrópole oferecer melhores condições econômicas de operação das aeronaves. Na época, as duas cidades sozinhas concentravam 55% do tráfego aéreo doméstico e 90% do tráfego internacional do país. Mediante os fatos, era importante a construção de dois aeroportos internacionais nas duas cidades e o Rio de Janeiro sediaria o principal complexo aeroportuário internacional do país.
Dos locais analisados, a Base Aérea do Galeão no Rio de Janeiro e a Base Aérea de São Paulo eram os que ofereciam maiores benefícios, pois naquele período para a Ditadura militar brasileira era conveniente aliar os interesses da aviação comercial e militar. O novo aeroporto deveria ser implantado o quanto antes, visando possibilitar o desenvolvimento econômico-operacional do principal aeroporto internacional do Brasil.

### Impasses

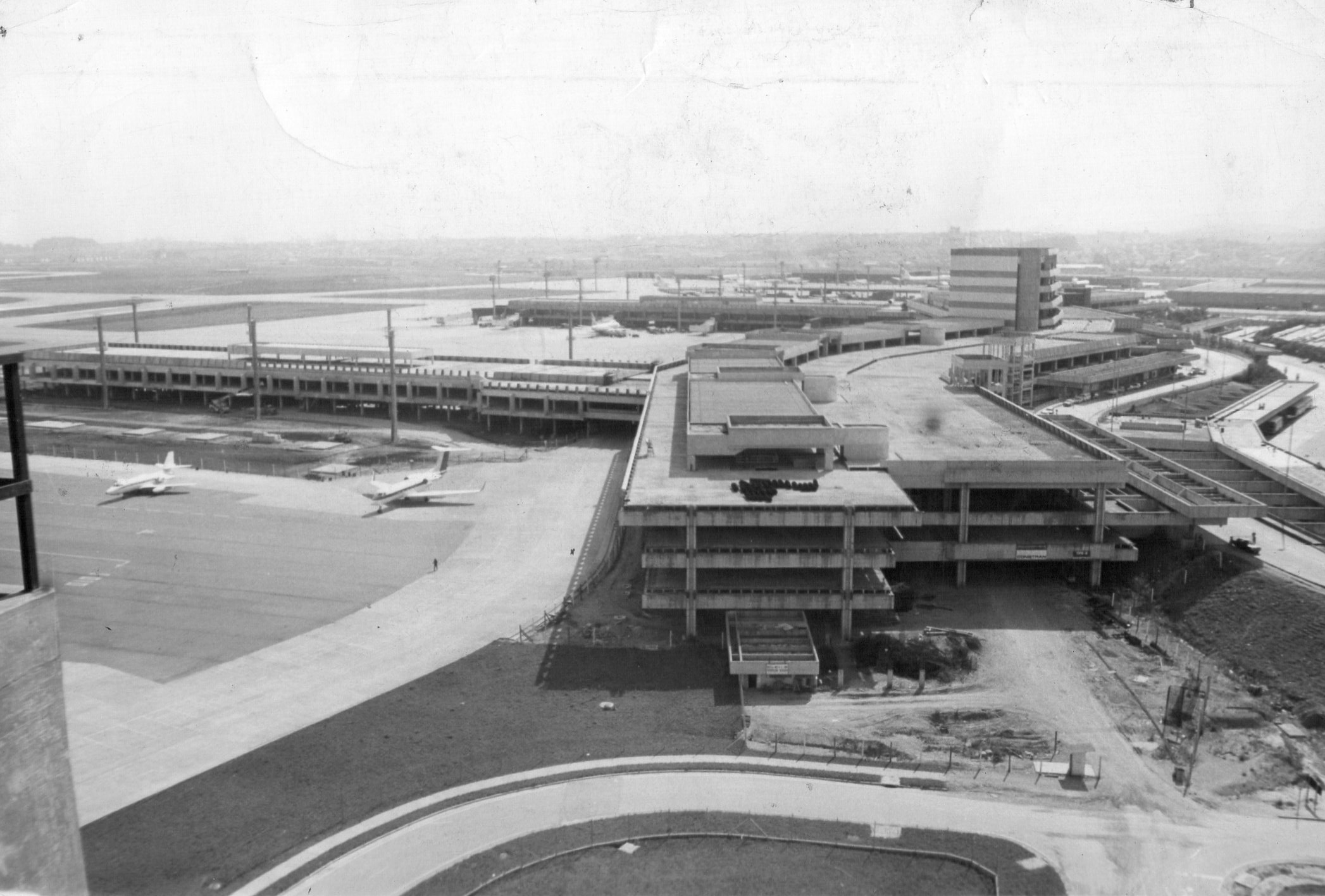
Pistas do aeroporto em 1987

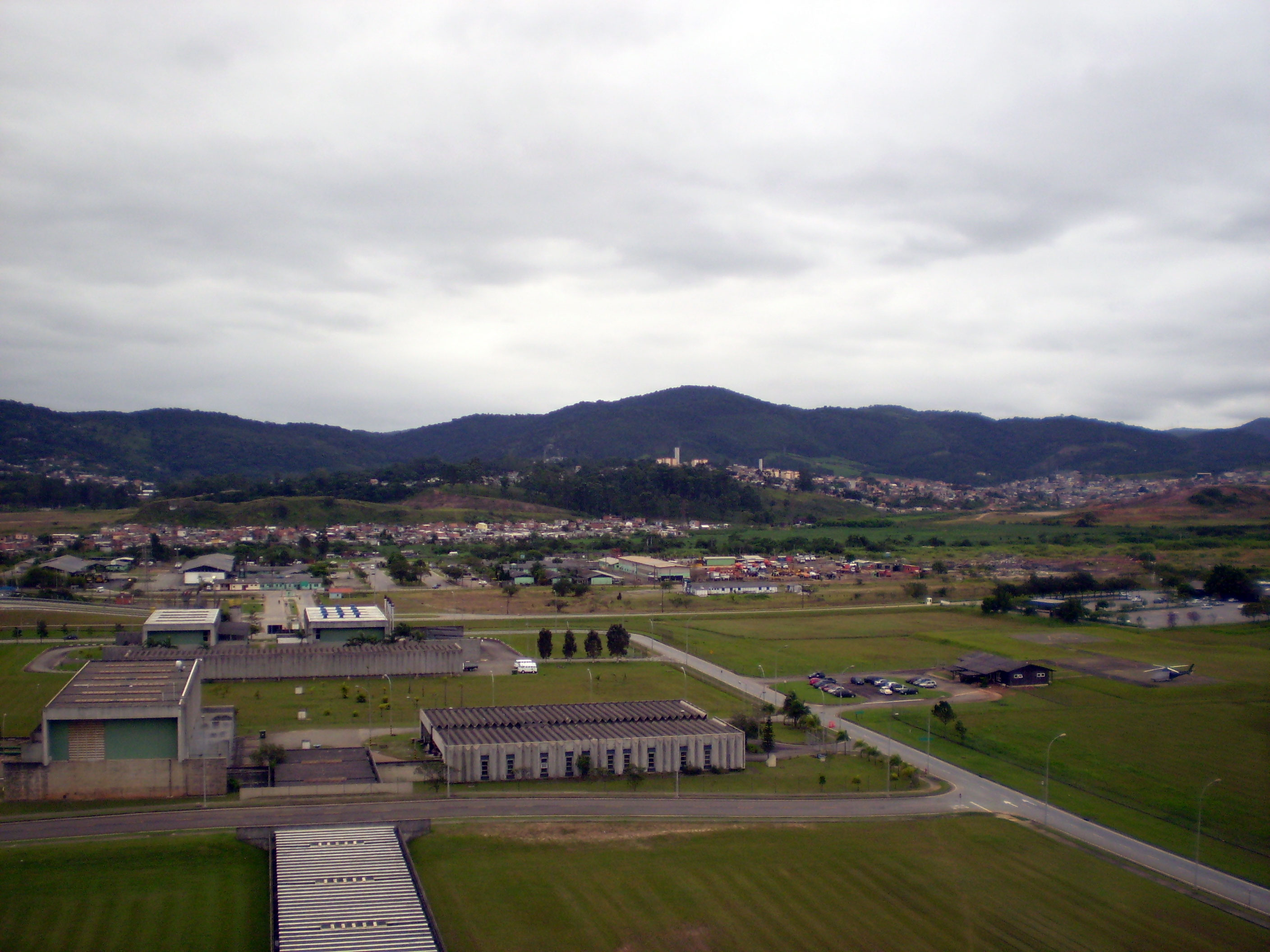
Serra da Cantareira, um dos impasses para a construção do aeroporto

Em São Paulo, o ministro da Aeronáutica avaliou ser essencial envolver o governo estadual. Em 4 de maio de 1976, o governador Paulo Egídio Martins firmou um acordo no qual constava que em todas as etapas de instauração do novo aeroporto, o estado de São Paulo seria responsável. Também ficou acordado que as obras seriam financiadas pelo Ministério da Aeronáutica e Governo de São Paulo.
Novos estudos e levantamentos executados indicavam que a cidade de Ibiúna abrigava as condições ideais. Em 15 de setembro de 1975, Paulo Egídio assinou um decreto de utilidade pública para fins de desapropriação de cerca de 60 quilômetros quadrados de áreas de terra em Ibiúna. Contudo, uma série de disputas envolvendo a escolha da região iniciou-se, e só foi amenizada em março de 1977, quando Paulo Egídio decretou que uma nova área de 60 quilômetros quadrados, situada em Caucaia do Alto, distrito da cidade de Cotia, sediaria o aeroporto. Isso foi o estopim para que protestos iniciassem. A Reserva Florestal do Morro Grande, um dos últimos vestígios da Mata Atlântica, seria parcialmente desmatada. Surgiu a "Comissão de Defesa do Patrimônio da Comunidade",que reuniu quase setenta entidades preocupadas com o meio ambiente. O governo prometeu reflorestar a região, argumentou os benefícios do novo terminal, levantou fundos para a obra, mas ela não saiu do papel.
O governo federal defendia a opção por Guarulhos, pois o Ministério da Aeronáutica havia doado 10 quilômetros quadrados de terras pertencentes à Base Aérea de São Paulo para a construção do complexo aeroportuário, pois a escolha de qualquer outro lugar acarretaria grandes custos com desapropriações, colocando em risco a viabilidade do projeto. Por outro lado, um grupo defendia que era inviável a construção do aeroporto em Cumbica, devido aos constantes nevoeiros na região que já afetava as operações da Base Aérea. Tal fenômeno ocorre devido à proximidade com a Serra da Cantareira e de várias áreas alagadas pelo rio Baquirivu-Guaçu.
O senador André Franco Montoro, junto com seu partido MDB, foi um opositor ferrenho ao projeto do Aeroporto Internacional de São Paulo. Organizou várias correntes tanto na cidade, como fora, numa intensa mobilização contra a construção, que ganhou manifestações de toda ordem, tanto em ruas como na mídia. Paradoxalmente, mas tarde, quando eleito governador do estado de São Paulo, inaugurou o aeroporto. Em 28 de novembro de 2001, mais de dois anos após seu falecimento, uma lei federal alterou a denominação do complexo aeroportuário em sua homenagem.

### Projetos

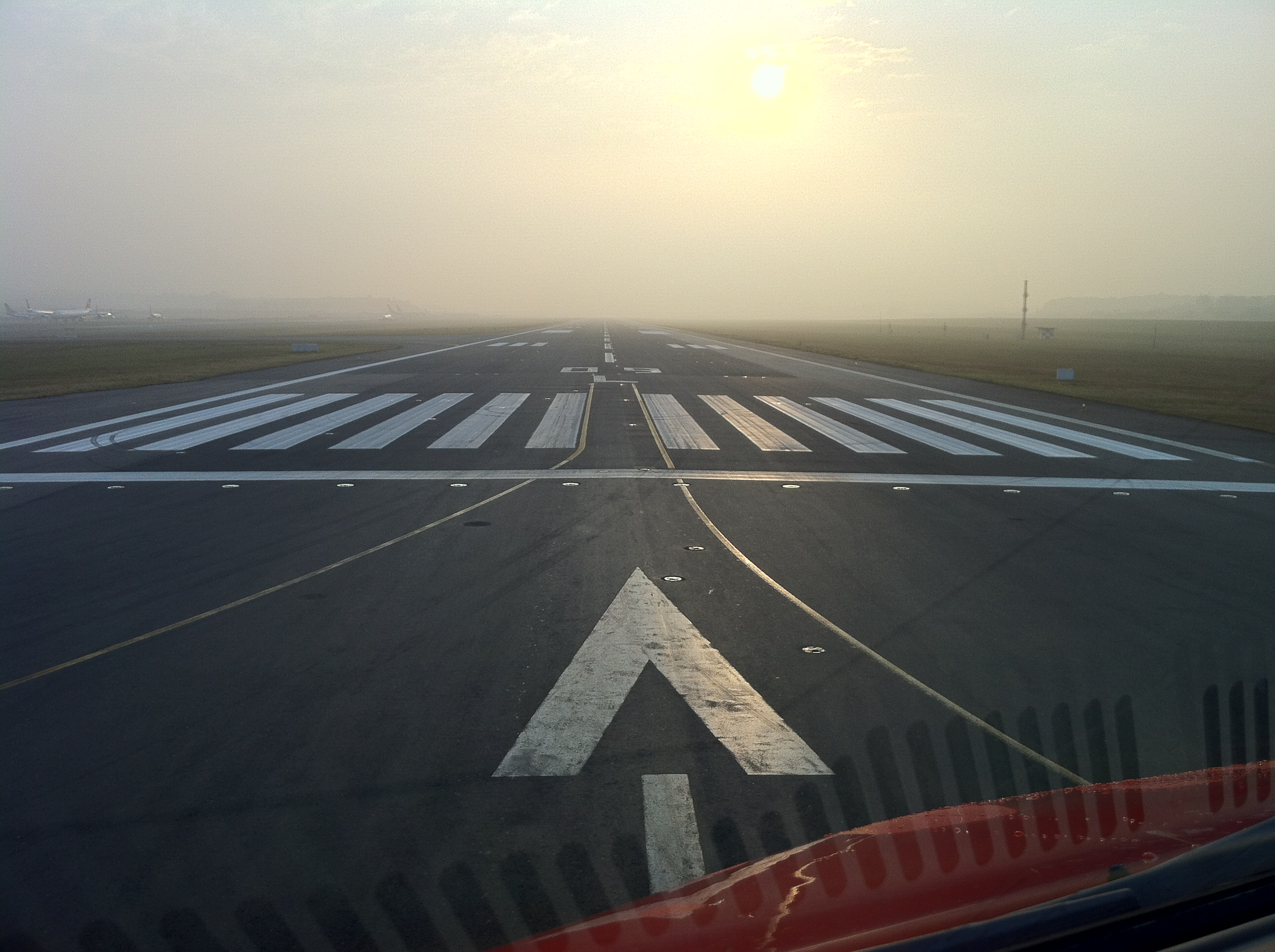
Pista de pouso do aeroporto

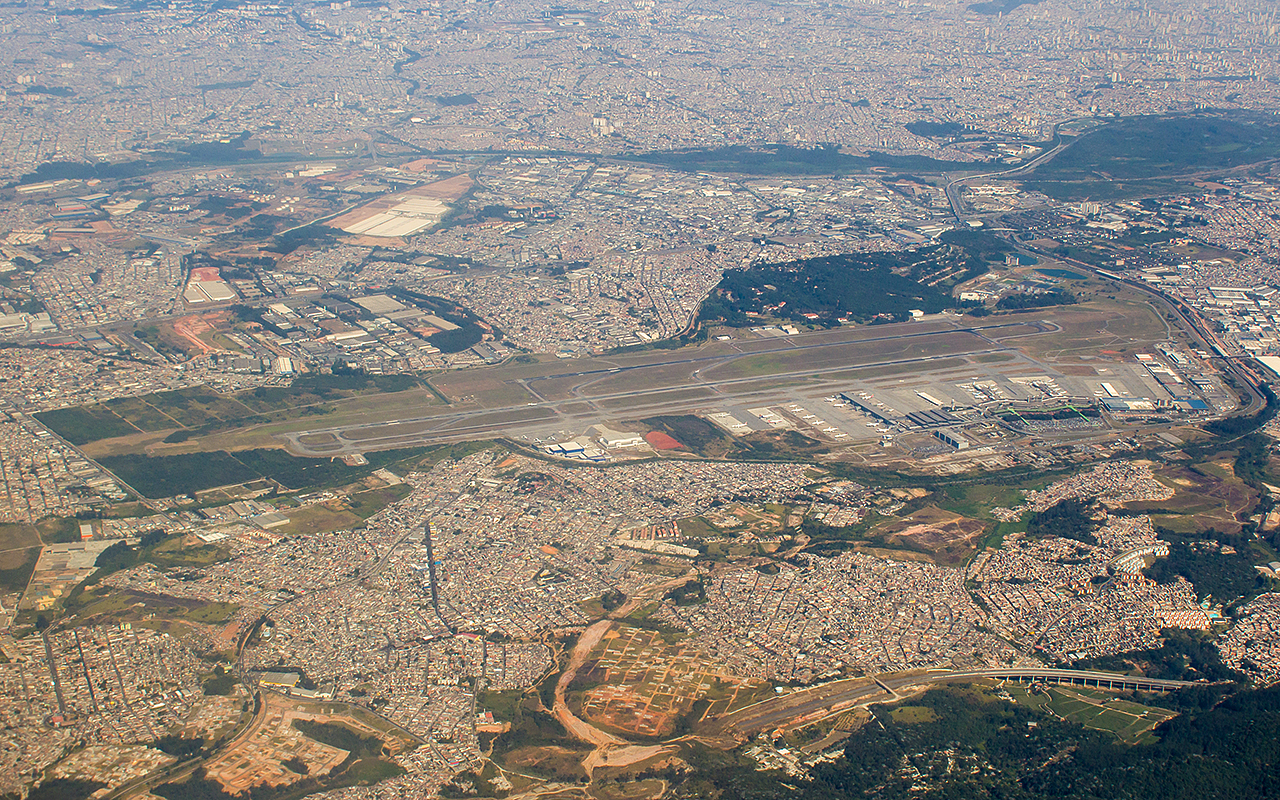
Vista aérea do Aeroporto Internacional de São Paulo/Guarulhos

A decisão de construir o novo aeroporto foi tomada na gestão do presidente Ernesto Geisel, mas a elaboração do projeto ficou para o governo de João Figueiredo, que manteve o ministro da Aeronáutica Délio Jardim de Matos e colocou-o a frente da administração da obra. Paulo Maluf, governador de São Paulo, iniciou uma série de discussões com o ministro da Aeronáutica e o presidente, nas quais defendeu que São Paulo não teria condições financeiras de arcar com sua parte no projeto. O acordo que tinha sido firmado em 1976, não poderia ser cumprido e a Aeronáutica arcou com 92% dos recursos e o estado com o restante do investimento.
Na época, o prefeito de Guarulhos, Néfi Tales, reivindicou ao ministro da Aeronáutica um plebiscito entre os moradores da cidade. Os guarulhenses não queriam o novo aeroporto na cidade, mas nada mais poderia ser feito. De 23 de setembro de 1974 a 15 de dezembro de 1982, cinco decretos estaduais desapropriaram várias áreas para sua construção. Em 28 de janeiro de 1983, outro decreto autorizou a desapropriação de pouco mais de 44 mil metros quadrados em Nova Bonsucesso, em Guarulhos, para instalação de equipamentos de rádio navegação da pista 28. Em 7 de outubro do mesmo ano, outro decreto autorizou a desapropriação de pouco mais de dois mil metros quadrados para a instalação de equipamentos de rádio navegação da pista 10, em Vila Izabel, na capital de São Paulo.

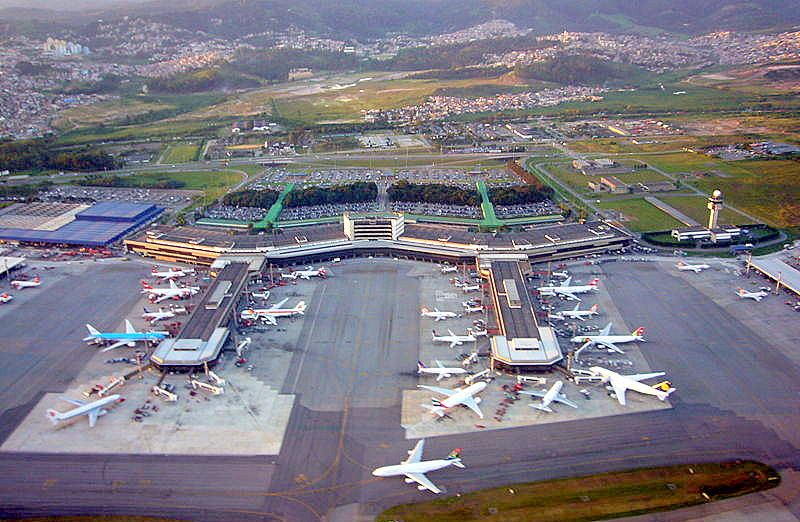
Vista aérea do aeroporto

Em maio de 1979, o ministério da Aeronáutica criou a Comissão Coordenadora do Projeto Sistema Aeroportuário da Área Terminal de São Paulo (COPASP). Além de organizar o planejamento do novo aeroporto e concretizar sua construção, esta comissão tinha a finalidade de estudar, projetar e construir um sistema aeroportuário que envolvesse toda a região Metropolitana de São Paulo, constituído pelos aeroportos de Congonhas, Viracopos, Campo de Marte e Santos.
O plano diretor do aeroporto foi elaborado pela IESA entre agosto de 1980 e janeiro de 1981 e foi aprovado em 1983. O projeto foi idealizado para que o aeroporto pudesse receber a demanda de voos domésticos da Grande São Paulo (com exceção da Ponte Aérea Rio-São Paulo), receber voos internacionais procedentes da América do Sul e servir de alternativa ao Aeroporto de Viracopos.
Para receber a demanda prevista até o ano 1998, o aeroporto deveria ter pelo menos duas pistas paralelas e independentes, com distância mínima de 1 310 metros entre elas, permitindo funcionarem ao mesmo tempo, e um terminal de passageiros situado entre essas pistas. Mas devido às peculiaridades do terreno e pelas dificuldades de uma futura ampliação, por causa da necessidade de desapropriações em áreas povoadas, a alternativa escolhida combinava duas pistas paralelas e dependentes, ou seja, não poderiam operar simultaneamente, distanciadas 375 metros entre si, com 3 000 e 3 500 metros de comprimento, e outra pista de 2 025 metros situada a norte das pistas, a 1 375 metros da pista mais próxima. Esta configuração permitia consumir toda a capacidade da área disponível, sem interferir com o funcionamento da Base Aérea de São Paulo.

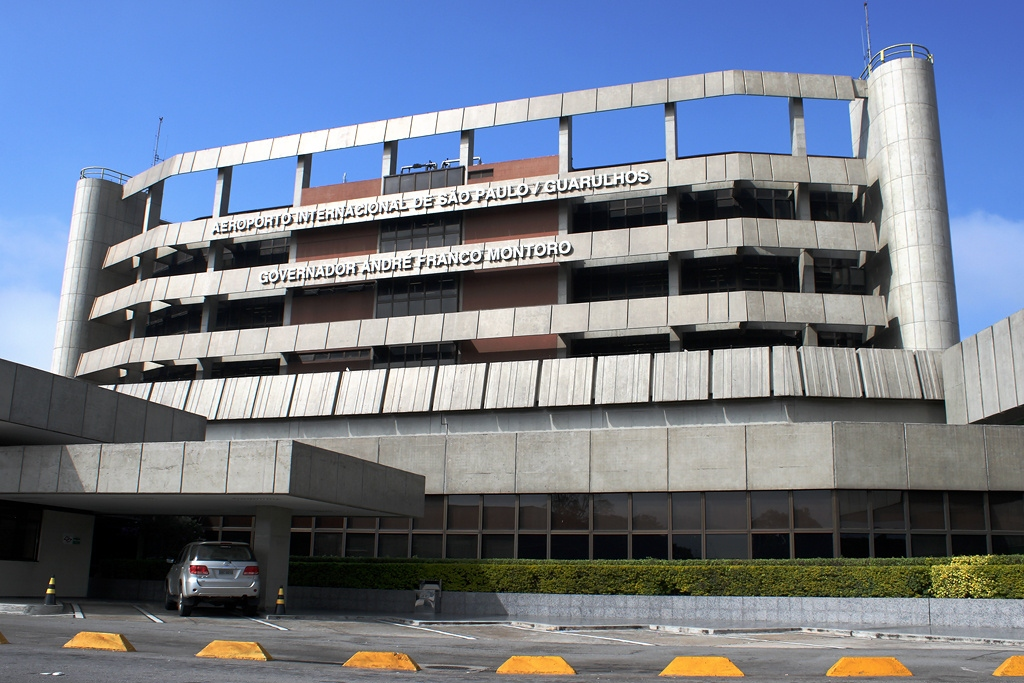
Fachada do aeroporto

As duas pistas mais longas seriam suficientes para atender a demanda até 1998, deixando a terceira pista como uma opção quando o movimento começasse a se aproximar do limite da capacidade das duas primeiras. Em função de seu afastamento, a terceira pista seria totalmente independente das demais, possibilitando um aumento da capacidade anual de operação do aeroporto para 450 mil pousos e decolagens por ano. A proposta final consistia em quatro terminais de passageiros. Segundo o plano diretor, na etapa inicial de construção, apenas dois terminais seriam construídos, um para atender apenas aos voos domésticos e outro, concomitantemente, aos voos domésticos e internacionais. No ano de 1998, quando os quatro terminais estivessem edificados, dois terminais e meio atenderiam aos voos domésticos e um e meio aos internacionais, ficando claro que o aeroporto focalizaria a demanda de voos domésticos. Mas diante do aumento do movimento de passageiros e aeronaves acima do previsto, um novo plano diretor foi desenvolvido. O novo projeto dimensionou os novos terminais de maneira que eles pudessem movimentar doze milhões de passageiros cada.

### Construção e inauguração

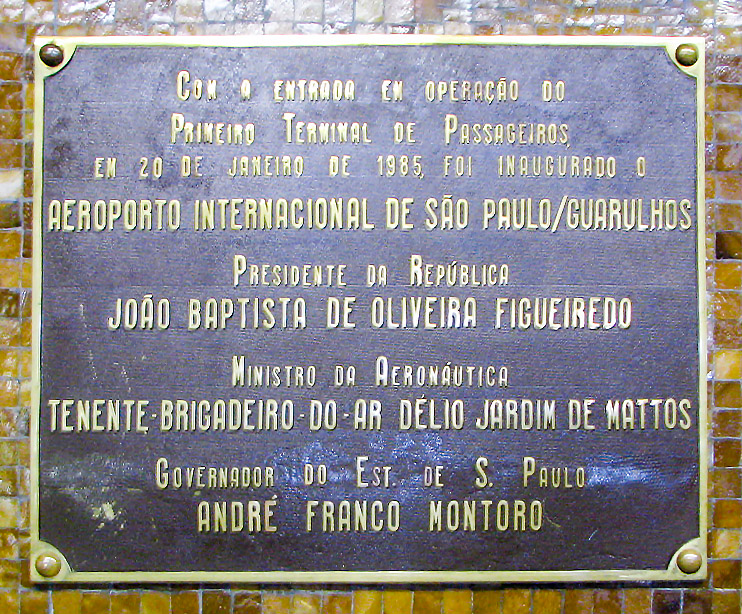
Placa de inauguração do aeroporto

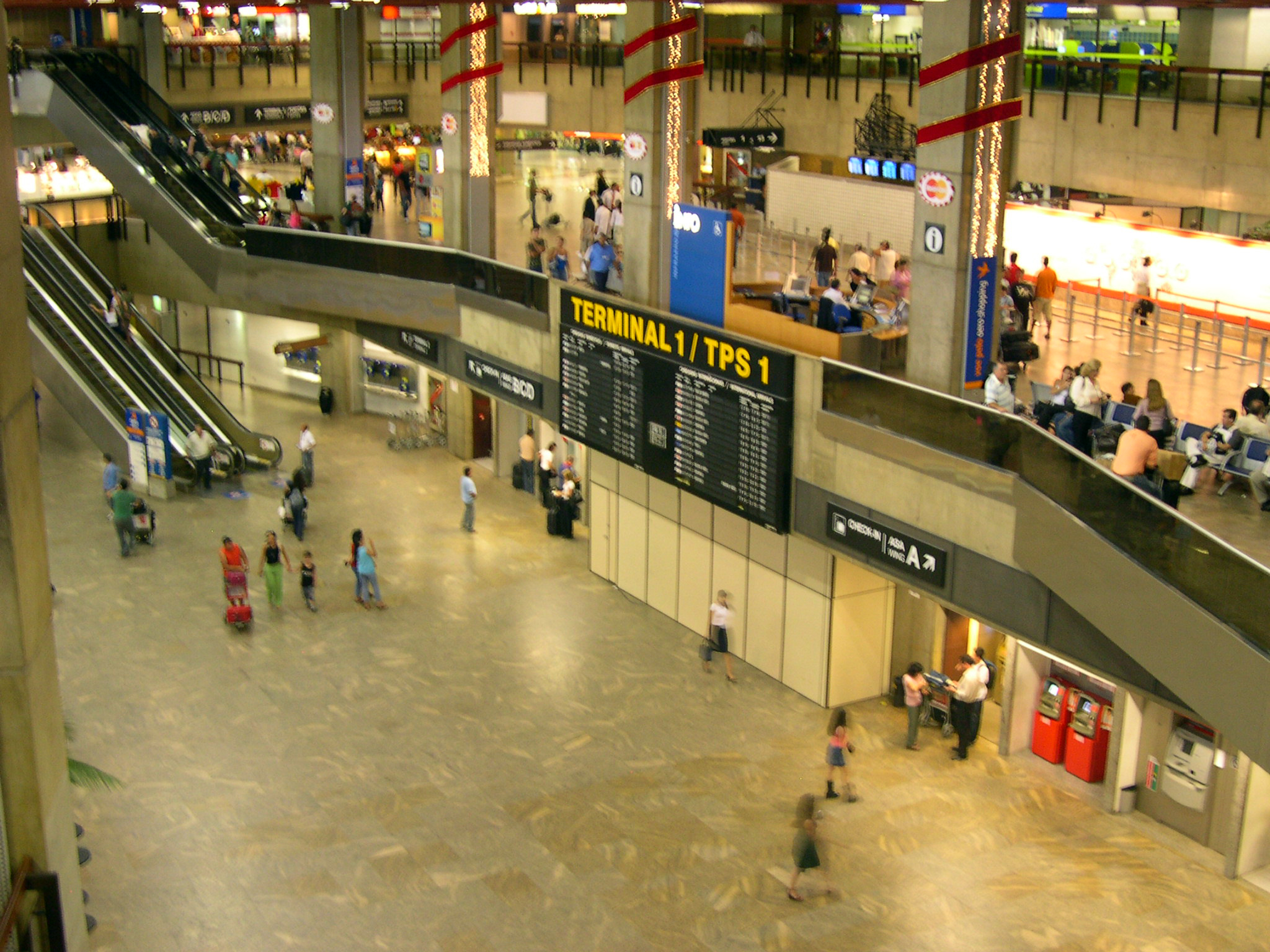
Interior do terminal 2 (TPS2)

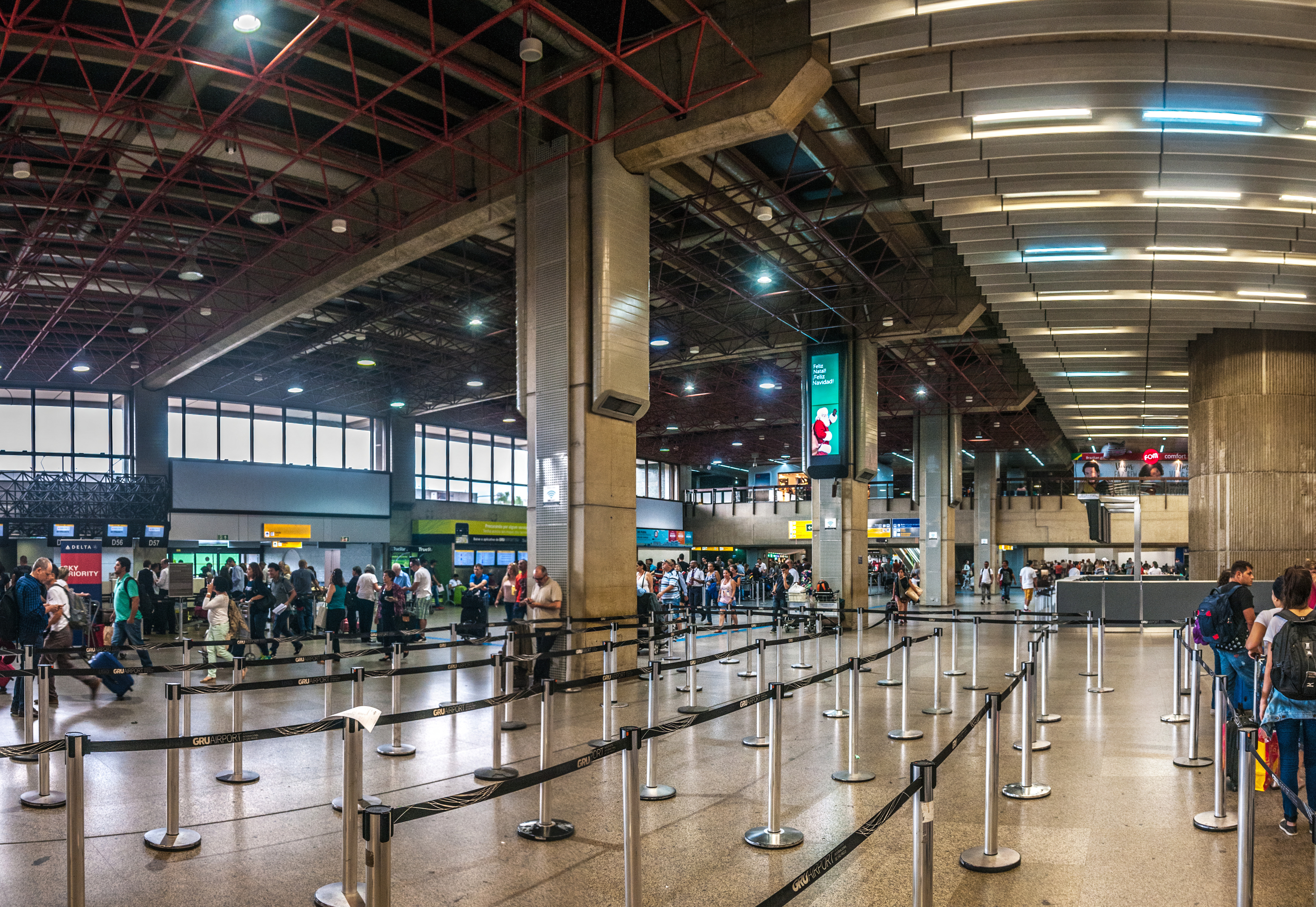
Terminal 2

As obras para construção da primeira etapa do aeroporto, que consistia na pista com 3 000 metros de comprimento e um terminal capaz de atender 7,5 milhões de passageiros por ano, foram iniciadas em 11 de agosto de 1980, quando foi dada a ordem de serviço. O consórcio ganhador da licitação oferecida pela COPASP foi formado pelas empresas Camargo Corrêa e Constran. O prazo de dois anos e meio foi dado para conclusão das obras de terraplenagem, drenagem e pavimentação de pistas, pátios, vias de acesso e de serviço, mobilizando uma verba de Cr$ 4 602 233 537, cerca de 82,5 milhões de dólares. Uma série de atrasos na obra contribuiu para que a primeira fase demorasse o dobro de tempo previsto para ser concluída. Em agosto de 1984, a Infraero abriu centenas vagas de empregos no aeroporto.
No 20 de janeiro de 1985, um Boeing 747-200 da Varig, procedente de Nova Iorque, pousou em Guarulhos, inaugurando oficialmente as operações do aeroporto e do primeiro terminal de passageiros. A bordo o ministro do Planejamento, Delfim Neto, representando o presidente João Figueiredo. Posteriormente pousaram um Airbus A300 da VASP e um Boeing 767-200 da Transbrasil, completando o primeiro dia de funcionamento do aeroporto. Na cerimônia de inauguração, além do ministro Delfim, estavam presentes o ministro da Aeronáutica Délio Jardim de Matos, o governador do estado de São Paulo, André Franco Montoro e o prefeito de Guarulhos, Oswaldo de Carlos.
A segunda pista foi inaugurada em 1989, com 3 500 metros, que mais tarde foi ampliada para 3 700 metros. O Terminal 2 foi construído em quatro etapas, a primeira concluída em dezembro de 1991 e a última em julho de 1993. Ao longo dos anos, algumas reformas foram realizadas, como a ampliação das salas de embarque dos terminais 1 e 2, elevando a capacidade de passageiros anual de cada terminal de 7,5 milhões para 8,25 milhões, consequentemente aumentando o número de posições de estacionamento de aeronaves e pontes de embarque. A construção de uma conexão entre os terminais 1 e 2, exclusiva para passageiros em conexão entre voos domésticos e internacionais, também foi feita.
Em 2005 houve uma tentativa de rebatizar o aeroporto com o nome de Aeroporto Internacional de São Paulo/Guarulhos - Ayrton Senna da Silva, em homenagem ao piloto de Fórmula 1 falecido durante o GP de San Marino, em Imola, Itália. O projeto de lei número 5.345 foi rejeitado devido ao aeroporto já receber o nome de André Franco Montoro, político importante de São Paulo. Além disso, já existia a rodovia Ayrton Senna da Silva que serve de acesso ao Aeroporto. Em 2007, o aeroporto foi tema do documentário "Aeroporto 24/7: São Paulo" exibido em seis episódios pelo canal Discovery Channel entre 23 de novembro a 7 de dezembro. Foram seis semanas de gravação – de 1 de maio a 15 de junho – mostrando os bastidores de funcionamento do aeroporto.

### Concessão à iniciativa privada
Em 7 de janeiro de 2011, a presidente Dilma Rousseff decidiu conceder o aeroporto para a iniciativa privada. Segundo o edital, o consórcio vencedor deveria administrar o aeroporto por um período de 20 anos e fazer as ampliações necessárias. A medida foi adotada para que Cumbica recebesse os investimentos para adequar-se ao aumento da demanda durante a Copa do Mundo FIFA de 2014, já que no modelo de administração estatal, vários entraves junto ao Tribunal de Contas da União e aliado a falta de recursos financeiros da Infraero, atrasavam os projetos de ampliação do terminal (ver abaixo).
Durante um leilão realizado na sede do Bovespa (atual B3), o consórcio entre a Invepar e a Airports Company South Africa ofereceu 16 bilhões de reais para obter a administração do aeroporto.
Em 21 de julho de 2011, Rousseff assinou decreto incluindo o terminal de Guarulhos no Programa Nacional de Desestatização e delegando à Agência Nacional de Aviação Civil responsabilidade por executar e acompanhar o processo. A assinatura do contrato de concessão ocorreu em 6 de fevereiro de 2012, para o consórcio Invepar/Airports Company South Africa (ACSA) que ficou com 51% da administração do aeroporto e a estatal Infraero com os outros 49%, durante o período de 20 anos, pelo valor 16,2 bilhões de reais.

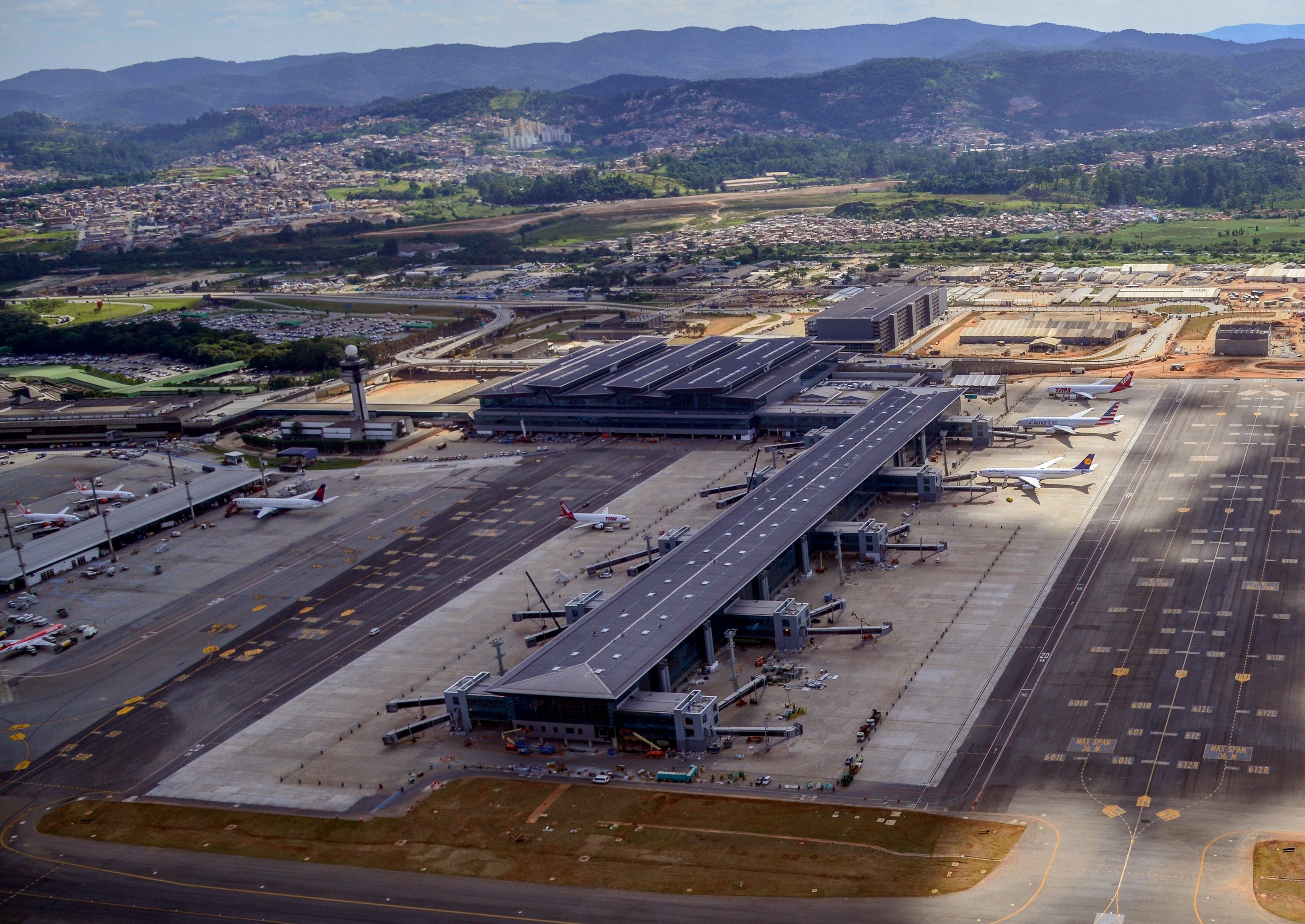
Vista aérea do novo Terminal 3, construído pela empresa concessionária

No dia 15 de novembro de 2012, o consórcio administrador mudou a marca do aeroporto para GRU Airport. Como parte das obrigações contratuais, a concessionária tem uma lista com investimentos em infraestrutura que são obrigatórios até o fim da concessão em 2032, cuja projeção de demanda é de 60 milhões de passageiros ao ano. A primeira fase desses investimentos visando a Copa do Mundo de 2014, com o objetivo de aumentar capacidade do aeroporto para 42 milhões de passageiros por ano, e envolveu a construção do novo Terminal 3 em tempo recorde. Após 18 meses de obra, o terminal 3 foi inaugurado no dia 11 de maio de 2014 e tem capacidade para atender 12 milhões de passageiros ao ano. Pistas e taxiways passaram por reformas e adequações para receber aeronaves da categoria 4F, como o Boeing 747-8 e o Airbus A380.
Além do novo terminal, a concessionária também construiu um novo edifício-garagem com 85 mil m², e 2,6 mil novas vagas, isso somado a outras intervenções, fizeram com que a capacidade total do estacionamento passasse de 3 900 para quase 8 mil vagas. O edifício foi inaugurado em maio de 2013.
Uma das principais obras realizadas pela empresa no aeroporto, a reforma das pistas de pousos e decolagem e a adequação das pontes de embarque, permitiram o primeiro pouso do Airbus A380, maior aeronave comercial do mundo atualmente, no Brasil, que ocorreu no dia 11 de dezembro de 2007, para um voo de demonstração. A aeronave registrada F-WWJB realizou um voo para convidados, autoridades e imprensa. O voo de demonstração decolou de Guarulhos com cerca de 200 passageiros. Em 22 de março de 2012, a aeronave retornou ao aeroporto para um evento promocional da Airbus. Esta visita ocorreu pois, até então, a América Latina era o único continente em que a aeronave ainda não operava voos regulares.

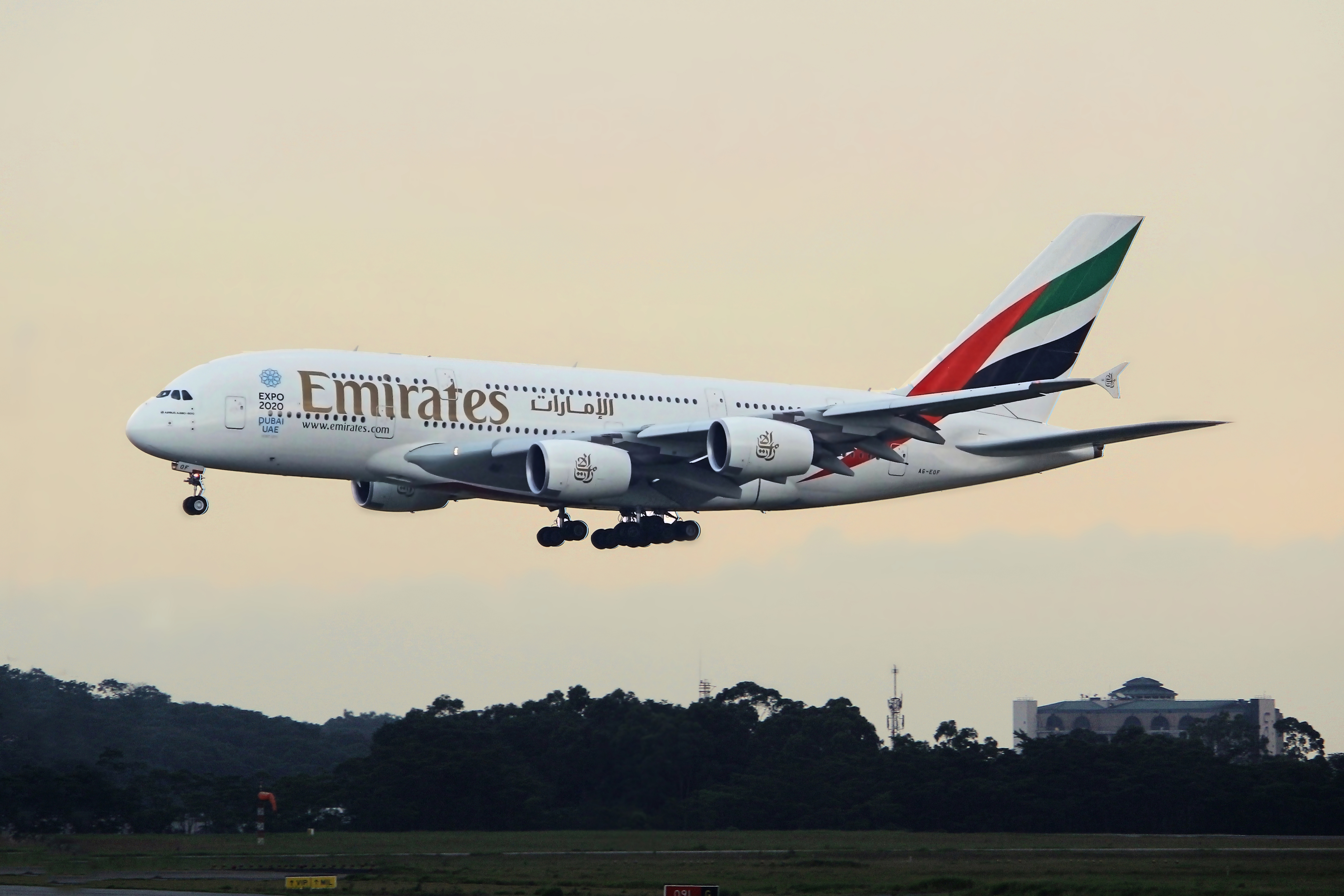
Airbus A380 da Emirates Airlines no aeroporto

Em setembro de 2011 a Infraero autorizou a Emirates Airlines a operar a aeronave no aeroporto, após um pedido formal da empresa. Na época, técnicos realizaram inspeções na pista para verificar se ela poderia suportar com segurança o avião. Para que o pouso fosse realizado com tranquilidade, a única restrição imposta era de que o motor externo fosse desligado na hora do pouso a fim de evitar a sucção de algum material. Em fevereiro de 2014, a Agência Nacional de Aviação Civil verificou que o aeroporto estava inapto para recebimento da aeronave e não concedeu a certificação necessária para as operações regulares, já que no acostamento da principal pista de pouso e decolagem haviam pequenas pedras que poderiam comprometer seus motores.
Mas em outubro de 2015, a Agência Nacional de Aviação Civil autorizou as operações do A-380 para voos comerciais regulares, após a empresa que administra o aeroporto realizar obras na pista de pouso e decolagem e no terminal de passageiros. No mesmo mês, a Emirates anunciou que iria realizar um voo com o A380 para comemorar o aniversário de 8 anos da rota, o que serviu também para ratificar a certificação do aeroporto para o modelo. Em 15 de novembro de 2015, o A380 com registro A6-EON, procedente de Dubai pousou no aeroporto de Guarulhos, ficou cerca de seis horas em solo aeroportuário e retornou à sua origem na madrugada do dia seguinte. Em janeiro de 2017, a Emirates confirmou o início da operação regular do A380 no aeroporto para o dia  27 de março, com voos diários de São Paulo para Dubai, seu hub.

### Assassinato em 2024
Em 8 de novembro de 2024, o empresário Antônio Vinicius Gritzbach foi assassinado a tiros no terminal 2 do aeroporto, ele teria ligação com o Primeiro Comando da Capital (PCC) e, segundo informações iniciais, teria sido morto a mando da organização criminosa.

## Características

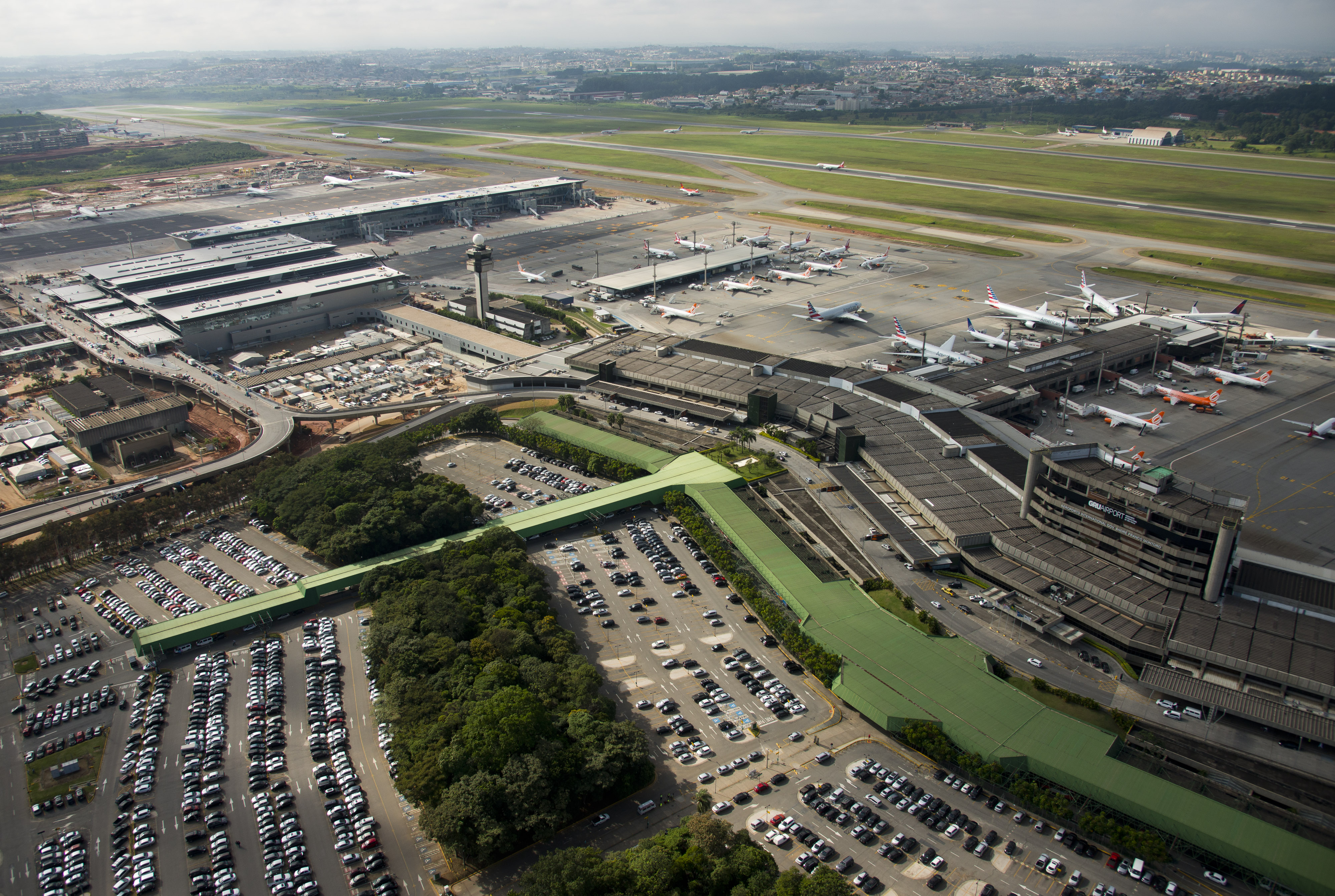
Vista aérea do aeroporto

### Terceira pista

Plano geral do aeroporto

Era prevista uma terceira pista comprimento de 1 800 metros, que operaria a partir de 1998, em uma área que possibilitaria uma eventual futura ampliação de 200 metros para cada lado. Ela seria utilizada preferencialmente para pousos, que requerem um comprimento menor do que as decolagens, e para aeronaves de porte pequeno e médio. Em junho de 2001, o Conselho de Administração da Infraero aprovou o projeto da terceira pista, mas a sua construção ainda continuava sem previsão de início.
Segundo levantamentos, a construção atingiria 5,5 mil famílias nos bairros guarulhenses de Jardim dos Eucaliptos/Malvinas, Jardim Novo Portugal, Cidade Seródio, Haroldo Veloso, Jardim Santa Lídia, Jardim Marilena e Jardim Planalto. As obras não faziam parte do Programa de Aceleração do Crescimento e, portanto, deveriam vir de recursos próprios da estatal que administra os aeroportos brasileiros.
Após o acidente com voo TAM 3054, em 17 de julho de 2007, parte dos voos do Aeroporto de Congonhas foi transferida para Guarulhos, o que o tornou o mais movimentado do Brasil e a discussão para construção da terceira pista foi reacesa. A Infraero definiu que até o final do mês de setembro de 2007 teria uma definição para a construção da pista. Só em 21 de janeiro de 2008, o ministério da Defesa comunicou que desistiu da obra alegando ser tecnicamente inviável.

### Torre de controle

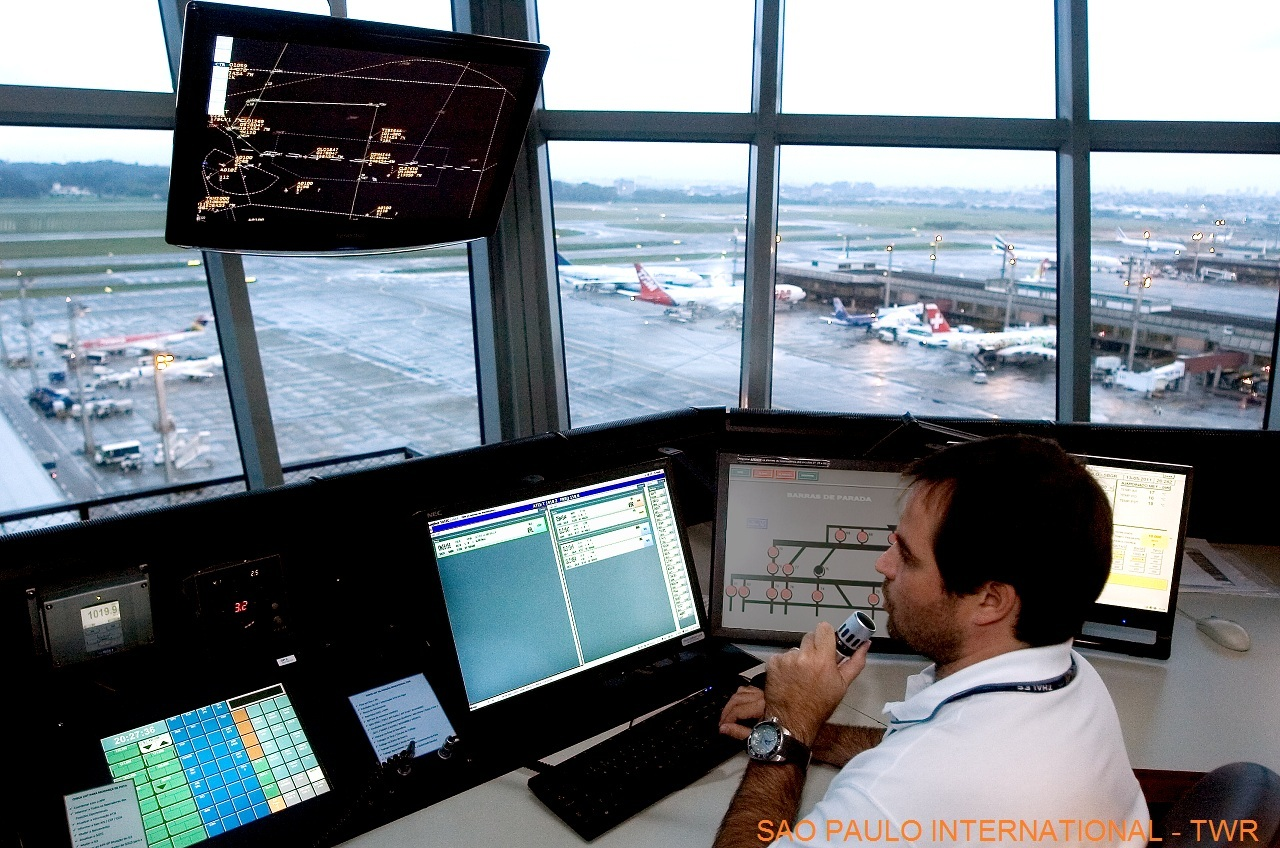
Interior da torre de controle do aeroporto

A torre de controle do aeroporto sofreu uma severa reforma que foi concluída em 2004. Durante o período que compreenderam as melhorias, o controle de tráfego aéreo do aeroporto foi transferido para uma sala no último andar do prédio administrativo do aeroporto, sendo construída uma torre provisória na laje, no anexo do Terminal 2, fronte ao pátio de estacionamento de aeronaves H.
Entre as melhorias de infraestrutura, como um segundo elevador de acesso ao alto da torre, todos os equipamentos de controle foram trocados por modernos sistemas digitais que tornaram dispensáveis o uso de papel ou qualquer outra ferramenta além de computadores. O controle de planos de voos, comunicação, informes meteorológicos, iluminação de pistas e auxílios a navegação aérea, são realizadas diretamente em computadores com telas sensíveis ao toque.

### Terminal 3

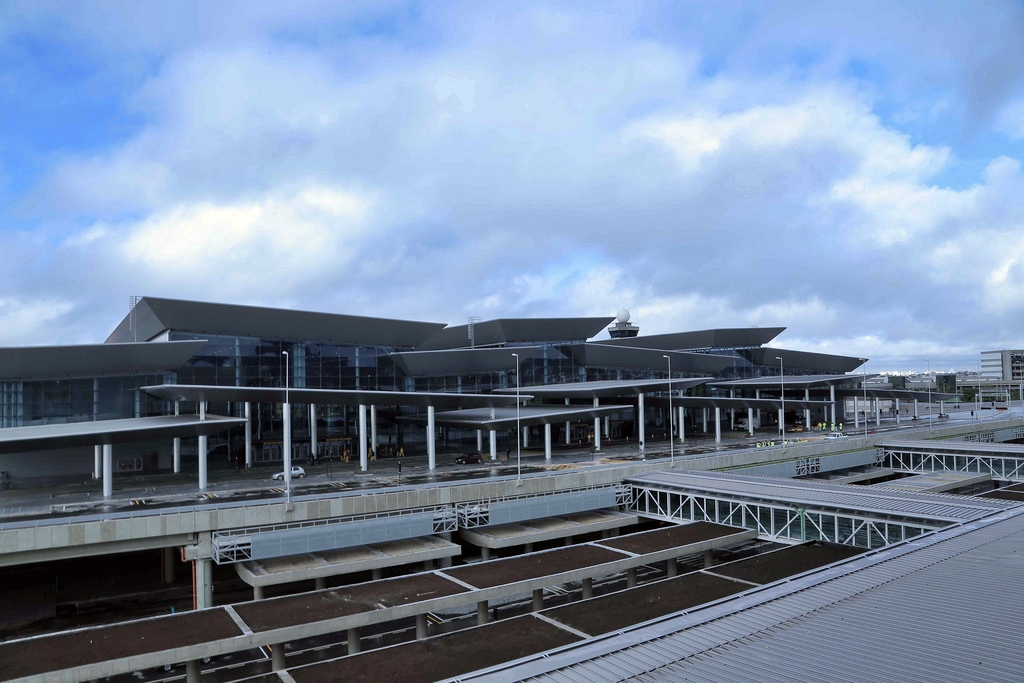
Fachada do terminal 3

Com capacidade prevista inicialmente para 6 milhões de passageiros por ano, o terminal 3 estava agendado para entrar em operação em 1998. Nesse meio tempo, um novo plano diretor do aeroporto foi elaborado, que redimensionou a capacidade do terminal 3 para 12 milhões de passageiros por ano. Com a construção que foi dividida em quatro fases, o terceiro terminal tem 192 mil metros quadrados, 90 balcões de check-in, 22 pontes de embarque, 7 esteiras de bagagem, 27 esteiras rolantes para o deslocamento de passageiros, e um amplo espaço para novos estabelecimentos comerciais, salas VIP e um hotel cinco estrelas. As obras incluíam ainda a construção de um pátio que comporta 33 aeronaves, um edifício-garagem para 4 mil veículos e remodelação do sistema viário interno.
Em julho de 2001, o Conselho de Administração da Infraero aprovou o projeto da construção do novo terminal. Em novembro do mesmo ano, o governador Geraldo Alckmin assinou um convênio para o repasse das verbas de desapropriação numa área de 1,4 quilômetros quadrados no entorno do aeroporto. Na época, a previsão total de conclusão das obras era para 2008, mas em 2005 estimava-se que metade do novo terminal já estivesse em operação. As obras deveriam começar no início do ano de 2002.
Em 16 de janeiro de 2002, um decreto declarou a desapropriação de uma área de 995 mil metros quadrados, numa redução de pouco mais de 400 mil metros quadrados em relação as perspectivas anteriores. A medida de desapropriação foi necessária, pois parte da área que foi reservada para ampliação foi povoada por ocupações regulares e irregulares. A previsão era que em 4 meses os moradores seriam retirados e indenizados.

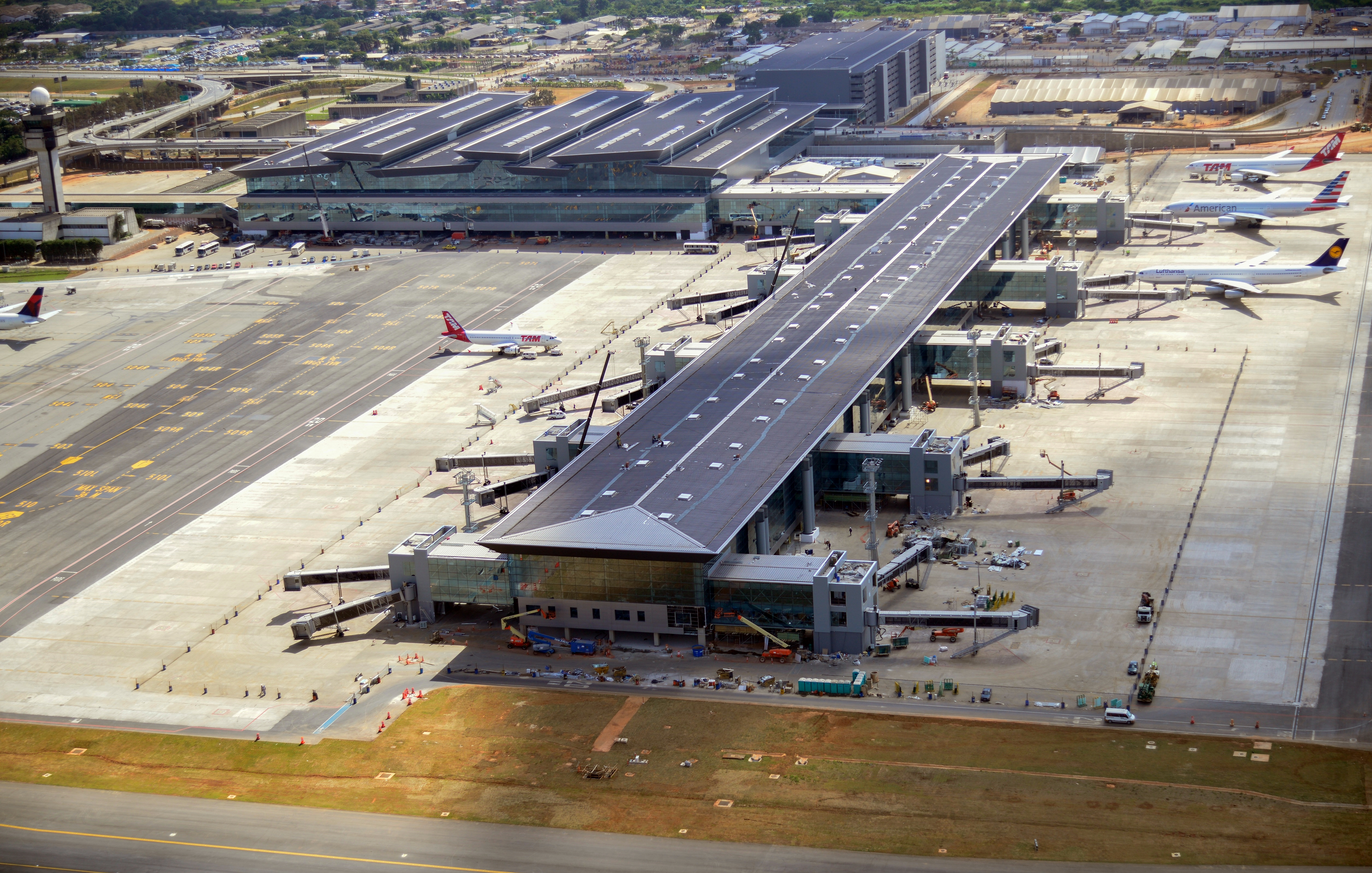
Vista aérea do Terminal 3

Até 2003, o edital de licitação ainda não havia sido anunciado. A Infraero informou que até 10 de abril de 2003 seria o prazo para sua publicação. Até então, a obra estava orçada em 321 milhões de reais. Em 30 de setembro de 2003 o edital foi divulgado, mas agora com custo estimado de 936 milhões de reais. O documento informava que os consórcios concorrentes para o projeto somente poderiam ser formados por duas empresas, com a obrigatoriedade de terem suas sedes instaladas no país. Estimava-se que a obra iniciaria em 2004 e seria concluída em 2009.
Em 10 de janeiro de 2005, em audiência com o governador Geraldo Alckmin, o então presidente da Infraero Carlos Wilson informou que a estatal condicionaria a ampliação do aeroporto à construção de uma ligação férrea até aeroporto, pois somente o acesso por meio rodoviário existente, não teria condição de atender a nova demanda de passageiros, então foi criado o Expresso Aeroporto.
Em 2006, o valor total da obra passa para 1,126 bilhão de reais. Uma análise feita pelo Tribunal de Contas da União em 4 de janeiro de 2006 apontou que os preços de serviços e equipamentos estavam excessivamente elevados. Uma revisão orçamentária foi realizada e apontou uma redução total de 131,8 milhões de reais nos gastos. O TCU determinou a suspensão da licitação e a Infraero publicou um aviso de adiamento em 8 de março de 2006, sem data prevista para sua retomada.

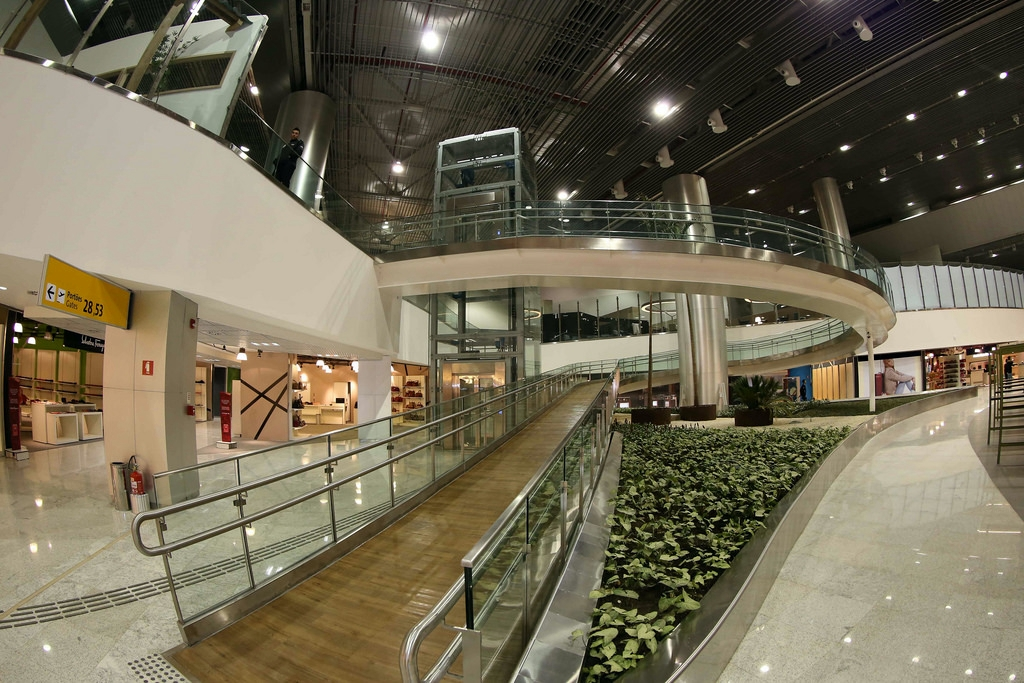
Interior do terminal 3

Em 6 de junho de 2006, o decreto de 2002 teve de ser republicado pelo governador Cláudio Lembo para não perder a validade. Em setembro, o Tribunal de Contas da União autorizou a retomada do processo de licitação, mediante a revisão dos valores. A Infraero pretendia relançar o edital em 2007, mesmo ainda não dispondo de licença ambiental para o início das obras.
Em 12 de junho de 2007, um novo decreto assinado pelo governador José Serra redefiniu as áreas de desapropriação para construção do terminal. A obra, que fez parte do Programa de Aceleração do Crescimento, é a mais cara do orçamento para investimento na modernização dos 20 principais aeroportos brasileiros.
Após a concessão à iniciativa privada de todo o complexo aeroportuário, o Terminal 3 recebeu, em 11 de maio de 2014, o primeiro voo internacional, que procedia de Frankfurt, Alemanha, e era operado pela empresa Lufthansa, inaugurando o novo terminal de passageiros. Inicialmente, apenas as empresas Lufthansa, TAP Portugal e Swiss Airlines operaram no novo terminal nos anos iniciais. Mas, em setembro de 2014, 21 companhias aéreas utilizam o terminal 3 para voos internacionais.

### Terminal 1

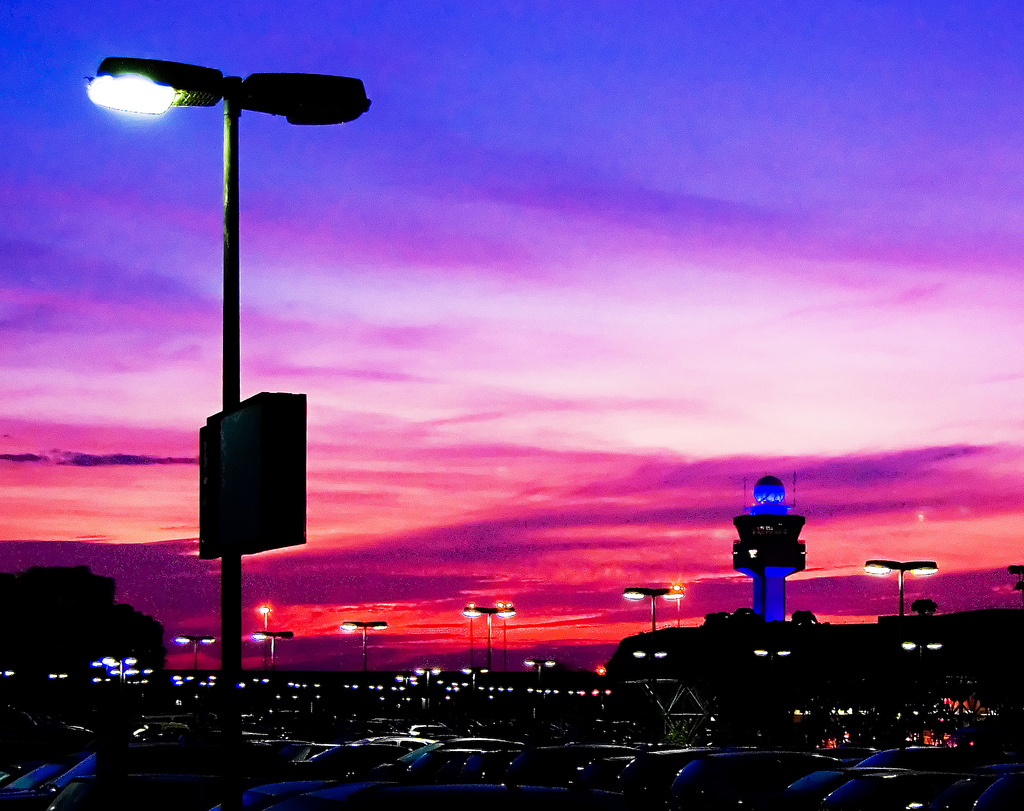
Aeroporto durante o crepúsculo

De acordo com o primeiro plano diretor do aeroporto, este terminal operaria junto com o terminal 3 em 1998 e teria capacidade de processamento de 7,5 milhões de passageiros por ano. Mas com a elaboração do novo projeto de ampliação, essa unidade do aeroporto foi dimensionada para atender 12 milhões de passageiros por ano, tendo as mesmas características do terminal 3. A inauguração foi prevista para 2020, com funcionamento em plena capacidade apenas para 2025. Mas com os constantes atrasos nas licitações e com a proximidade da Copa do Mundo FIFA de 2014, a Infraero promoveu de forma emergencial a readequação do antigo terminal da Vasp, transformando-o em terminal de passageiros. A obra foi entregue em 21 de janeiro de 2012, com o início das operações ocorrendo em fevereiro de 2012.
O terminal conta com 34 balcões de check-in, 9 portões de embarque, 3 esteiras de bagagem, e equipamentos de raio X para checagem de segurança. O terminal possui ainda dois estacionamentos, com capacidade total para 790 veículos. O terminal tem capacidade de receber mais de 5,5 milhões de passageiros por ano, foi inicialmente anunciado como uma estrutura provisória que viria a ser retirada após a conclusão da construção do terminal 3. No entanto, devido à explosiva escalada na demanda do aeroporto, na abertura do terminal ao público, o governo acabou por definir a nova estrutura como sendo permanente, sendo então chamado de terminal 4. Em dezembro de 2015 o terminal 4 foi renomeado como terminal 1 de modo a seguir uma ordem lógica para quem chega ao aeroporto, enquanto o antigo terminal 1 foi unificado com o terminal 2.

## Movimento

### Passageiros

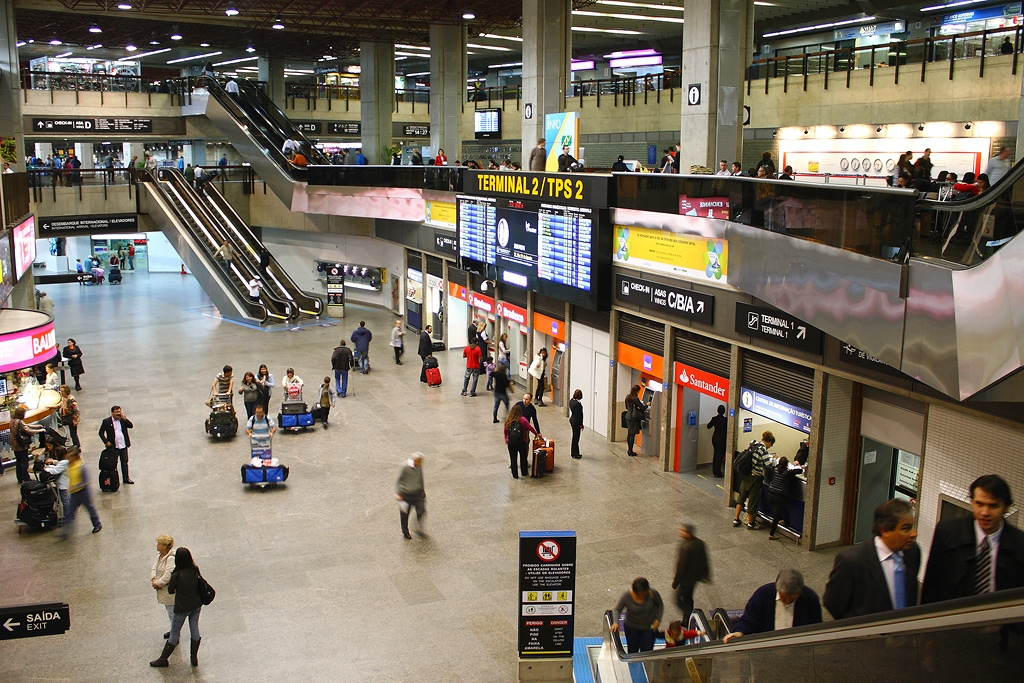
Passageiros no saguão do Terminal 2

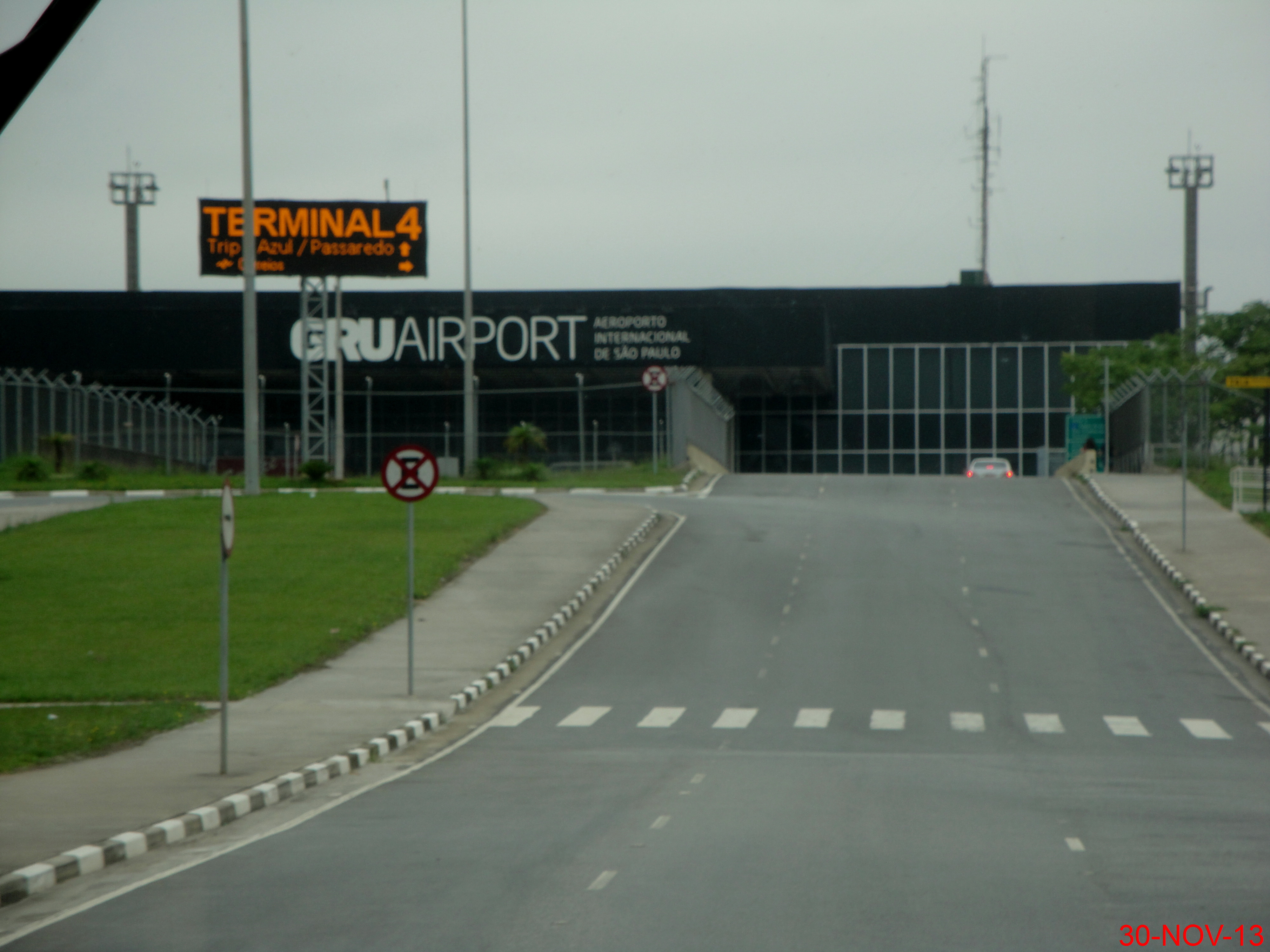
Terminal 1 do aeroporto (antigo Terminal 4)

Ver a consulta original do Wikidata.
| Ano  | Passageiros | Doméstico  | Internacional |
| ---- | ----------- | ---------- | ------------- |
| 2007 | 18 007 696  | 9 619 621  | 8 388 075     |
| 2008 | 19 678 222  | 10 911 005 | 8 767 217     |
| 2009 | 21 051 570  | 12 689 396 | 8 362 174     |
| 2010 | 26 141 551  | 15 969 950 | 10 178 601    |
| 2011 | 29 512 131  | 18 302 860 | 11 209 271    |
| 2012 | 32 177 594  | 20 138 358 | 11 387 443    |
| 2013 | 36 045 000  | 23 527 156 | 12 472 844    |
| 2014 | 39 539 992  | 25 936 729 | 13 603 263    |
| 2015 | 38 983 779  | 25 363 646 | 13 620 133    |
| 2016 | 36 606 363  | 23 111 887 | 13 494 476    |
| 2017 | 37 765 898  | 23 785 931 | 13 979 967    |
| 2018 | 42 230 432  | 27 342 424 | 14 888 008    |
| 2019 | 43 002 119  | 28 238 490 | 14 763 629    |
| 2020 | 20 322 520  | 16 098 240 | 4 224 280     |
| 2021 | 24.170.612  | 20.461.452 | 3.709.160     |
| 2022 | 34.400.000  | 23.600.000 | 10.800.000    |
| 2023 | 41.307.915  | 27.282.776 | 14.025.139    |

### Aeronaves

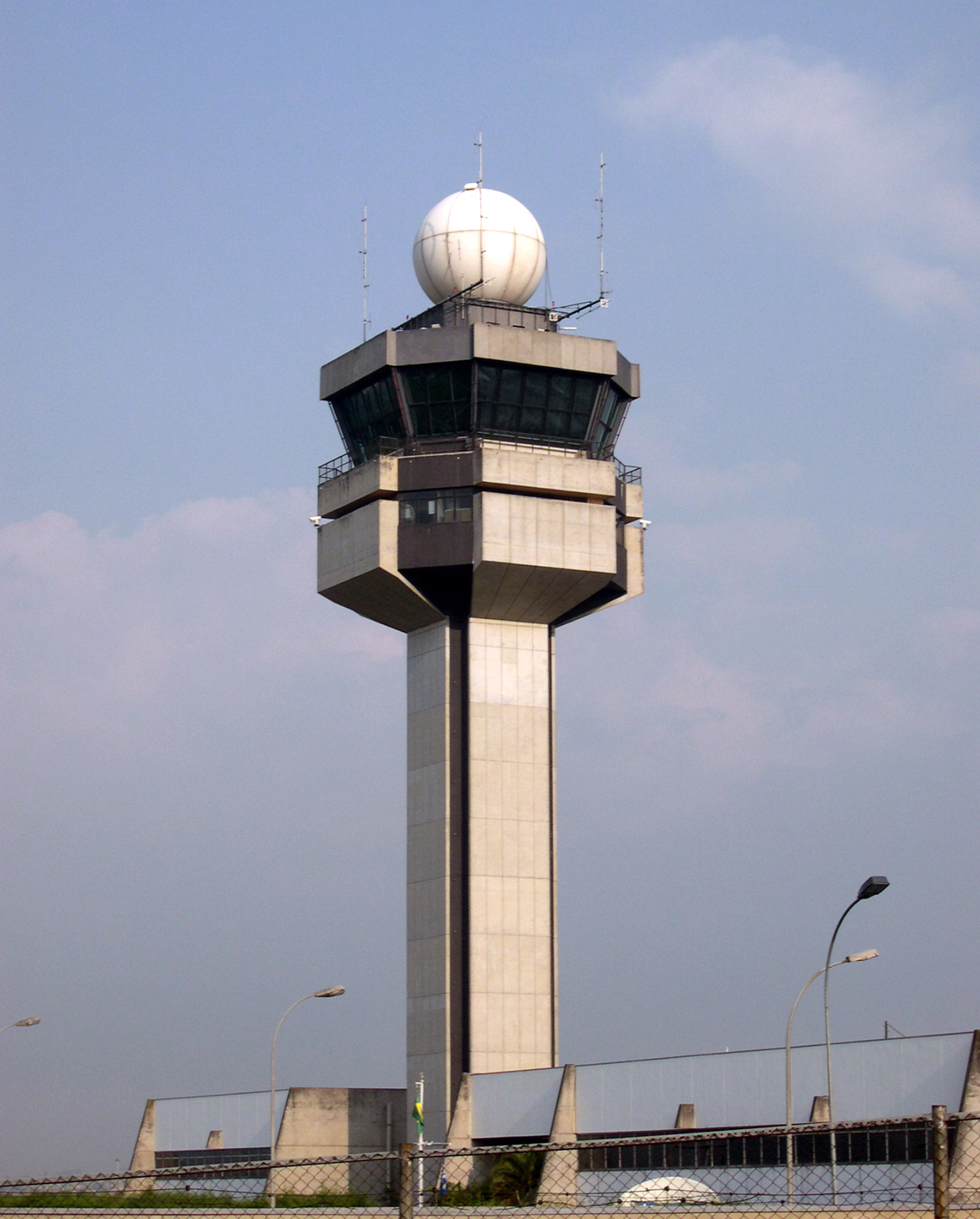
Torre de controle do aeroporto

| Ano  | Aeronaves | Domésticas | Internacionais |
| ---- | --------- | ---------- | -------------- |
| 2007 | 157 495   | 85 842     | 71 653         |
| 2008 | 166 295   | 94 614     | 71 681         |
| 2009 | 181 535   | 110 785    | 70 750         |
| 2010 | 217 224   | 142 959    | 74 265         |
| 2011 | 240 638   | 161 811    | 78 827         |
| 2012 | 247 163   | 171 046    | 76 117         |
| 2013 | 286 060   | 208 175    | 77 885         |
| 2014 | 306 050   | 223 973    | 81 077         |
| 2015 | 296 618   | 217 566    | 79 052         |
| 2016 | 268 139   | 193 549    | 74 590         |
| 2017 | 266 016   | 191 951    | 74 065         |
| 2018 | 276 813   | 198 821    | 77 992         |
| 2019 | 291 987   | 216 102    | 75 885         |
| 2020 | 155 912   | 126 185    | 29 727         |

### Pousos de aeronaves emblemáticas
Antonov An-225
Em 14 de fevereiro de 2010, o aeroporto recebeu o Antonov An-225, que foi a maior aeronave do mundo. A aeronave, contratada para trazer componentes para uma refinaria da Petrobras em Paulínia, decolou de Houston no dia 12 de fevereiro e fez uma escala em Paramaribo. Estava previsto uma escala da aeronave no Rio de Janeiro, mas que foi cancelada por não haver necessidade de reabastecimento.
O Antonov An-225 esteve novamente no aeroporto em 2016. O avião pousou às 23h38 do dia 14 de novembro e partiu no final da noite do dia 15, levando a Santiago, no Chile, um transformador de 150 toneladas fabricado no Brasil.

## Acesso

### Rodoviário

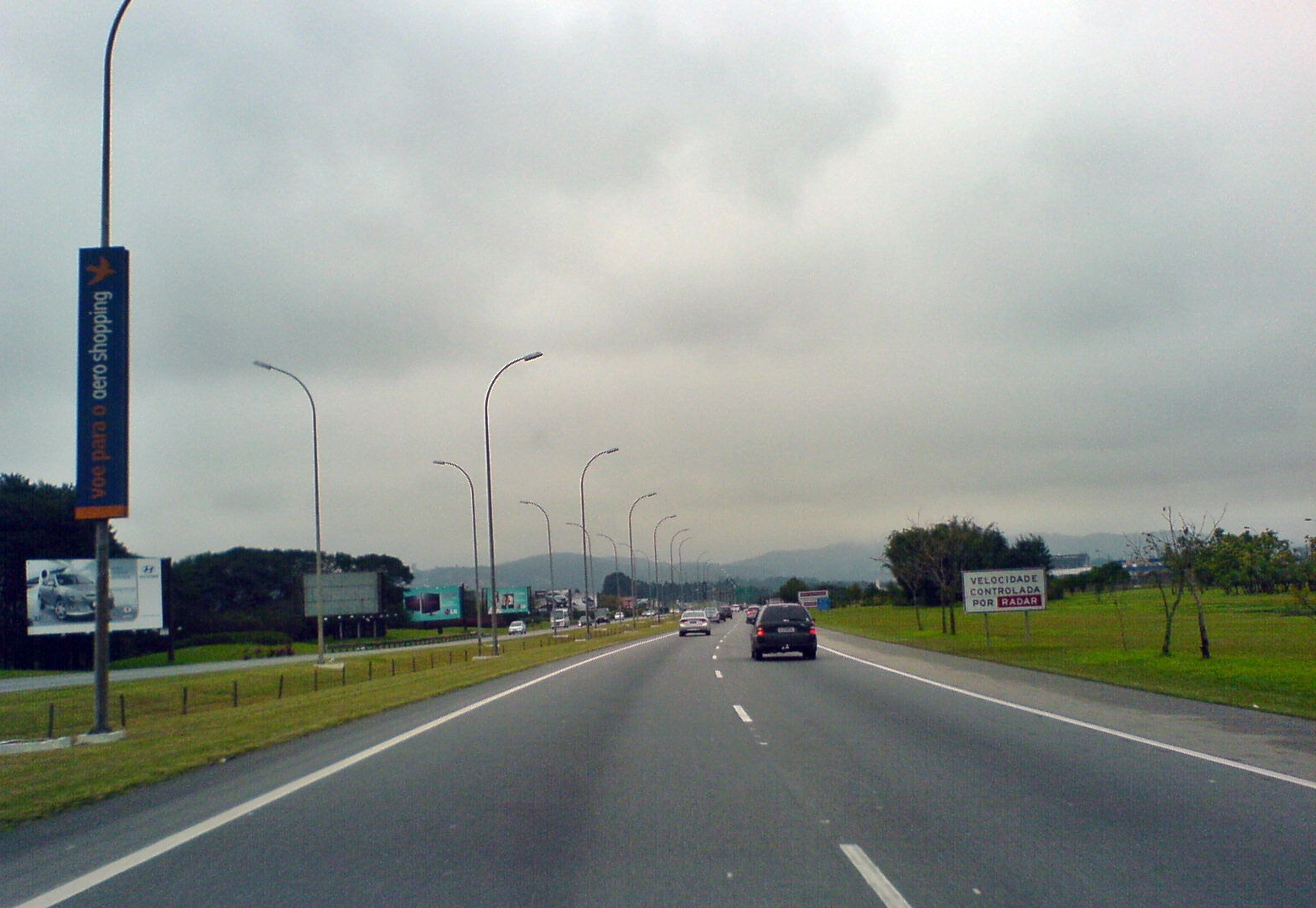
Rodovia Helio Smidt (SP-19)

Através da Rodovia Presidente Dutra ou a Rodovia Ayrton Senna se acessa a Rodovia Helio Smidt. Os moradores de Guarulhos possuem acesso a Helio Smidt através da Avenida Monteiro Lobato. O aeroporto possui um estacionamento interno que funciona 24 horas por dia. Há cerca de quatro mil vagas distribuídas no estacionamento principal e no terminal 4. Além disso, o Terminal 3 conta com um edifício-garagem com capacidade para 2,6 mil vagas em oito andares, ocupando uma uma área de 89 mil metros quadrados. No total, o complexo aeroportuário oferece cerca de sete mil vagas de estacionamento.

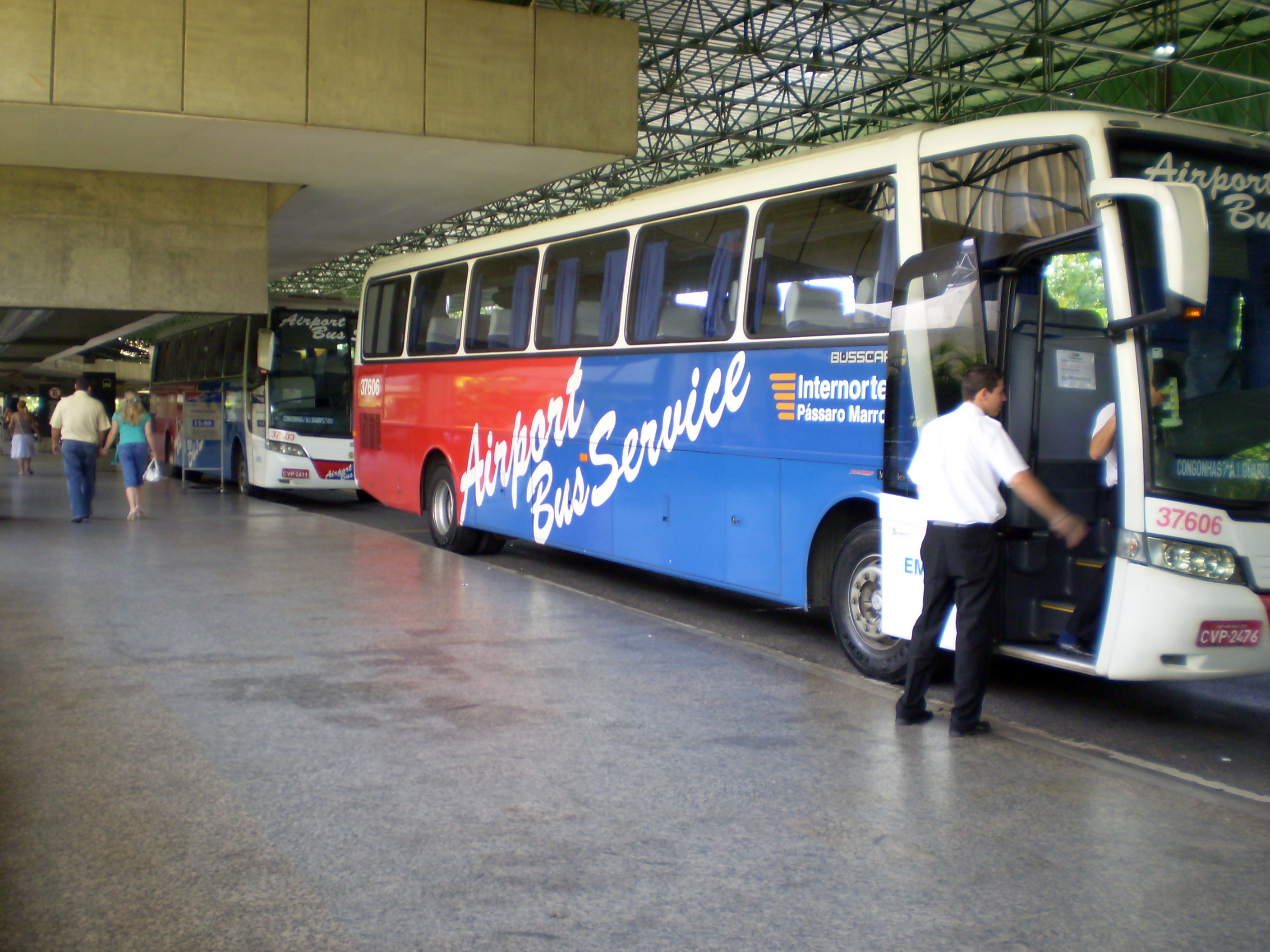
Ônibus do serviço Airport Bus Service operado pelo Consórcio Internorte

Diversas empresas de ônibus oferecem linhas que ligam outras cidades ao Aeroporto de Cumbica. O serviço de linhas Airport Bus Service administrado pela Empresa Metropolitana de Transportes Urbanos de São Paulo (EMTU) do estado de São Paulo é operado pelo Consórcio Internorte e oferece transporte por ônibus de classe executiva entre o Aeroporto de Guarulhos ao Aeroporto Internacional de Congonhas/São Paulo e o Terminal Rodoviário do Tietê, o Terminal Rodoviário da Barra Funda, o Itaim Bibi, a Praça da República, e circuito dos hotéis da Avenida Paulista e Rua Augusta. O Consórcio Internorte oferece ainda uma linha operada com ônibus urbanos com preço mais baixo (um décimo aproximadamente), que liga a Estação Tatuapé (piso inferior, dos ônibus) ao aeroporto de Cumbica.
A Guarucoop, uma cooperativa de taxistas do município de Guarulhos, tem concessão da Infraero para operar com exclusividade as faixas para táxi do aeroporto. Os serviços oferecidos são tabelados para todos os bairros de São Paulo e principais cidades do pais, conta com motoristas e recepcionistas, atendem todos os dias da semana 24 horas e aceitam pagamentos em dinheiro (moeda local-dólar-euro) e  todos os cartões de crédito. A frota conta com  653 veículos com quatro portas e ar-condicionado.

### Ferroviário

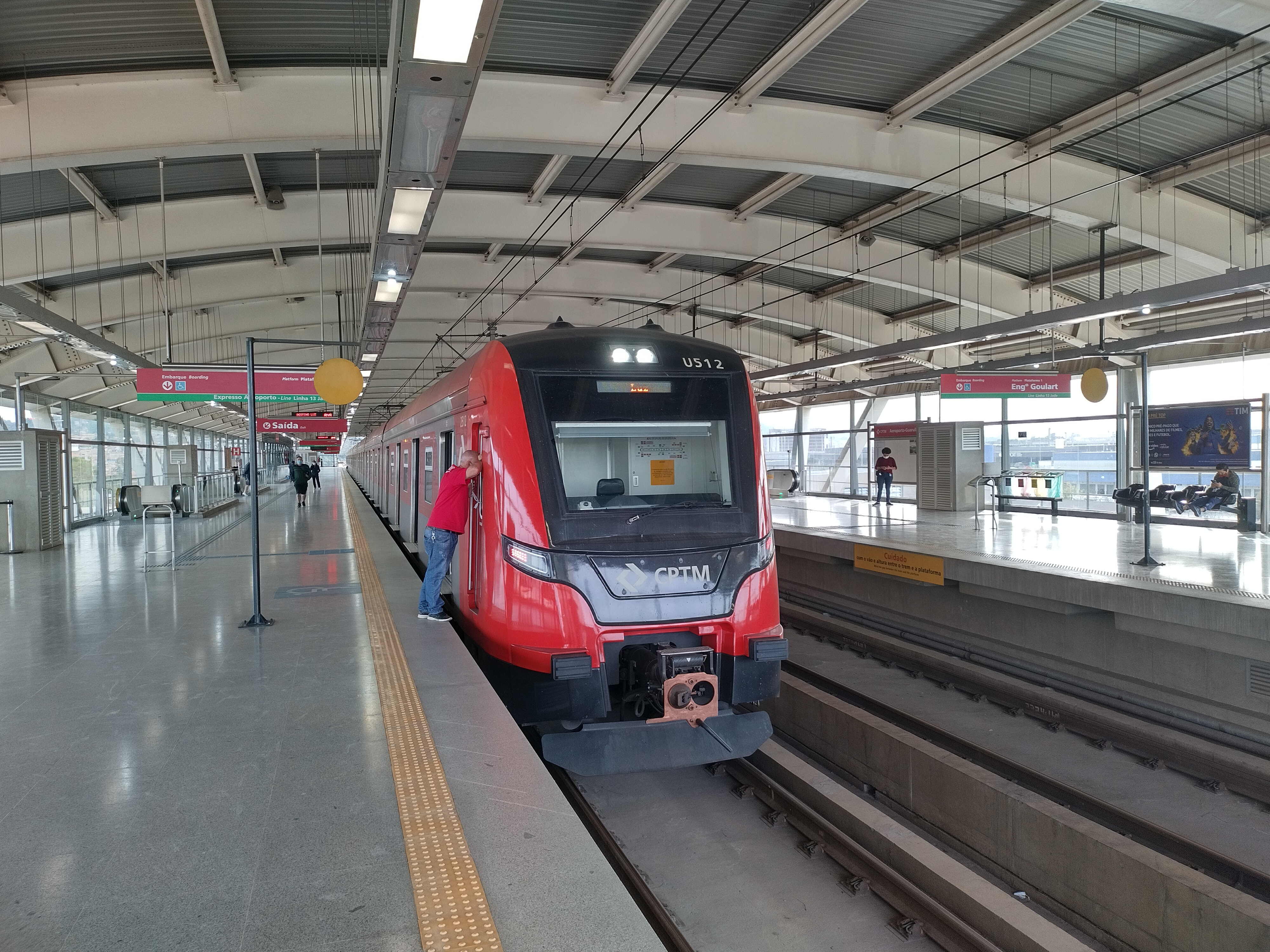
A Estação Aeroporto–Guarulhos da CPTM

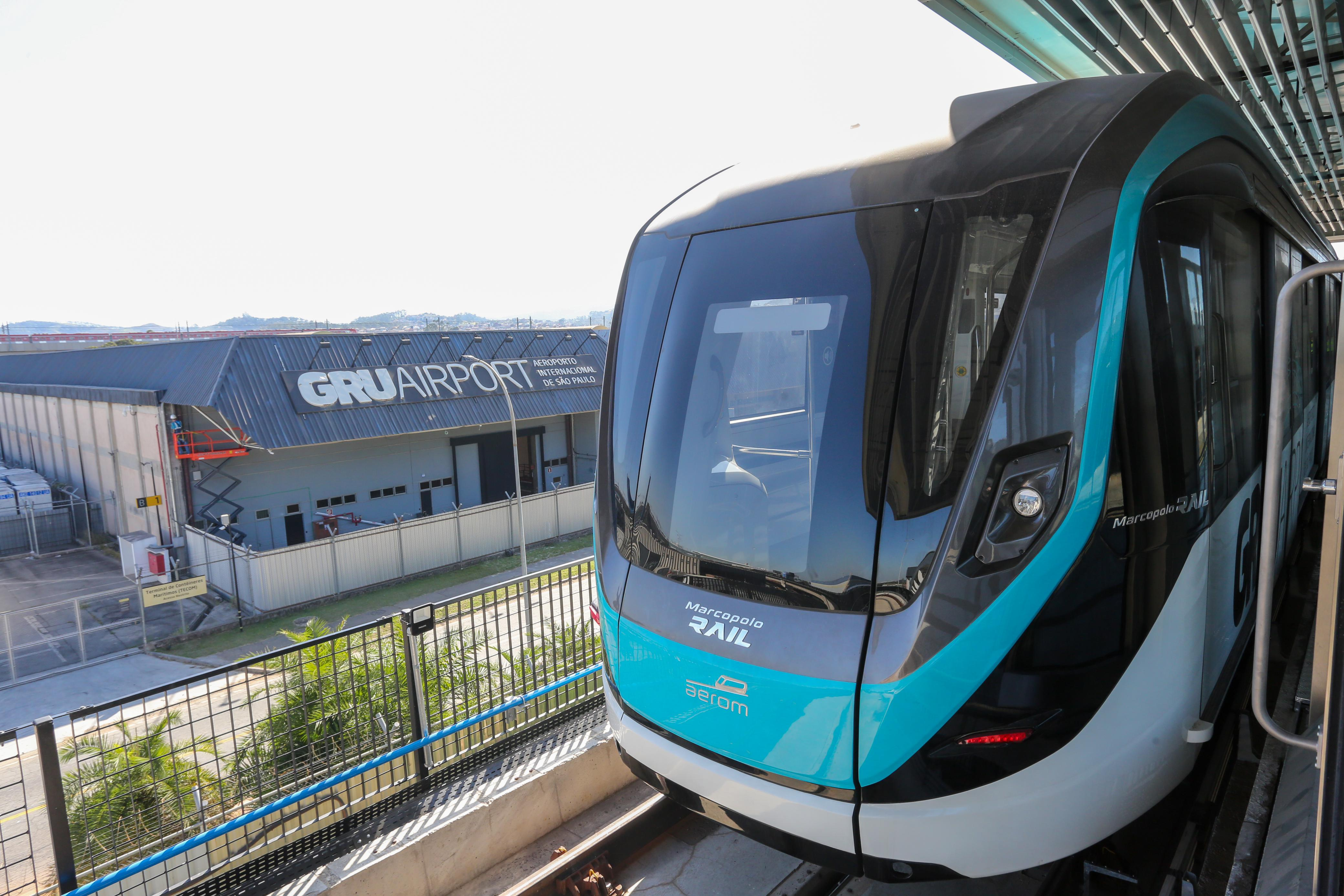
Aeromóvel do Aeroporto de Guarulhos

O Aeroporto Internacional de São Paulo/Guarulhos (GRU) foi o primeiro entre os grandes centros aeroportuários da América do Sul (como o Aeroporto de Buenos Aires-Ezeiza, o Aeroporto de Santiago do Chile, o Aeroporto de Lima, o Aeroporto de Bogotá e o Aeroporto do Rio de Janeiro-Galeão) a ter uma conexão direta por rede ferroviária, com a inauguração da Linha 13-Jade da Companhia Paulista de Trens Metropolitanos (CPTM) em março de 2018, cuja conexão se dá através da Estação Aeroporto–Guarulhos. Isso contrasta com outros grandes aeroportos da região que, até a data, ainda dependem majoritariamente de ônibus ou táxis para acessar o transporte ferroviário/metroviário, ou têm projetos de conexão por vias férreas ainda em fase de planejamento ou construção.

A Linha 13-Jade também possui um serviço expresso chamado de Expresso Aeroporto, que interliga a Estação Aeroporto–Guarulhos com o Terminal Rodoviário Interestadual da Barra Funda, passando pela Luz e Brás.
 Além disso, há as estações do Metrô de São Paulo que possuem uma conexão direta de ônibus executivos para o aeroporto, que são Portuguesa-Tietê (Linha 1-Azul), República (Linha 3-Vermelha e Linha 4-Amarela), e Barra Funda e Tatuapé, estas na Linha 3-Vermelha.
O Aeromóvel do Aeroporto de Guarulhos é uma futura linha de trem hectométrico no aeroporto de Guarulhos que irá conectar a estação da CPTM aos três terminais do aeroporto. A linha terá extensão de aproximadamente 2,7 km (1,7 mi) e 4 estações, começando na estação Aeroporto–Guarulhos da Linha 13-Jade e parando em cada um dos terminais aeroportuários. Em 8 de setembro de 2021, o ministro da Infraestrutura Tarcísio de Freitas assinou o contrato para a construção do people mover, com conclusão inicialmente prevista para 2024.

## Acidentes e incidentes

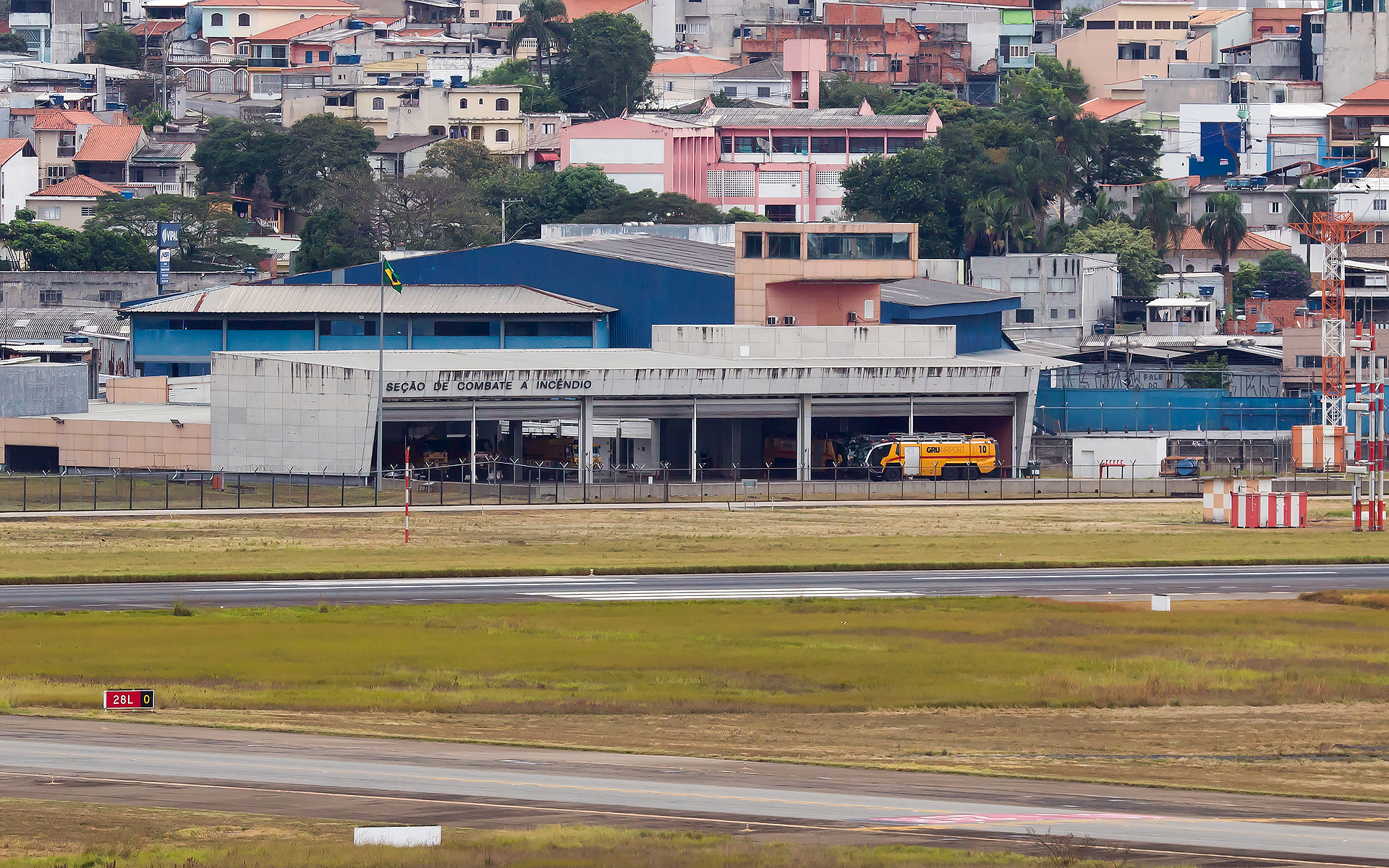
Seção de Contra-Incêndio (SCI) do Aeroporto Internacional de Guarulhos

### Voo Transbrasil 801
Em 21 de março de 1989, um Boeing 707 da Transbrasil, modificado para o transporte de cargas, procedente do Aeroporto Internacional Eduardo Gomes, em Manaus, caiu metros antes da cabeceira da pista. Segundo apuração da época, atribuiu-se a causa do acidente a falha humana, a tripulação teria cometido um erro de cálculo e aberto os spoilers. A pista de pouso do aeroporto seria fechada ao meio-dia para manutenção e, com isso, a tripulação procurou acelerar os procedimentos para conseguir pousar antes do fechamento. Com isso, a aeronave foi perdendo altitude e sustentação e acabou por colidir com casas e um prédio baixo nas imediações do aeroporto, arrastando-se na área de um terreno ocupado por favelas do Jardim Ipanema. No momento da queda, a aeronave contava com aproximadamente quinze mil litros de combustível e incendiou-se imediatamente. Estava carregada com 26 toneladas de equipamentos eletrônicos provenientes da Zona Franca de Manaus, que ficaram totalmente destruídos.

### Acidente da banda Mamonas Assassinas
Em 2 de março de 1996, uma aeronave executiva Learjet 25 procedente de Brasília e que transportava a banda Mamonas Assassinas, estava em aproximação para pousar no aeroporto. Mas não conseguiu um alinhamento completo com a pista, quando arremeteu. O piloto informou à torre que estava em condições visuais e em curva pela esquerda. A aeronave chamou o Centro de Controle de São Paulo, o qual solicitou informar suas condições no setor. A aeronave confirmou estar em contato visual com o aeroporto, sendo então orientado a manter a proa, aguardando a passagem de outra aeronave em aproximação por instrumento. Enquanto aguardava, a aeronave chocou-se com a Serra da Cantareira, a 3 300 pés (1 006 metros) de altitude. Em consequência do impacto, a aeronave foi destruída e todos os ocupantes faleceram no local.

### Incidentes
- Em 28 de janeiro de 1986, um Boeing 737-200 da Vasp bateu em um barranco durante a decolagem, matando um passageiro e ocasionando a perda total da aeronave.[125]
- Em 14 de fevereiro de 2006, um Boeing 737-300 da Varig, com destino a Belo Horizonte, teve uma das peças de seu motor desprendida minutos após a decolagem. A peça de 20 por 15 centímetros, com cerca de um quilograma, bateu na laje de uma casa em Guarulhos, quebrou o telhado e caiu na cozinha do imóvel. Após perceber o problema, o piloto retornou para o aeroporto, pousou normalmente e ninguém se feriu.[126]
- Em 21 de fevereiro de 2006, um Airbus A340 da TAP Portugal, procedente de Lisboa, em aproximação para pista 27R, pousou por engano na taxiway B. Quando o controlador de tráfego aéreo da torre de controle percebeu que a aeronave não iria pousar na pista correta, solicitou que arremetesse, mas o piloto não seguiu a ordem. Ao ser questionado pela torre se estava ciente que tinha efetuado o pouso na taxiway, o piloto informou que tinha pousado de fato na pista 27R. Também foi perguntado por que não arremeteu quando mandado e disse que pensou que a ordem de arremeter não fosse para ele e depois tinha a certeza que estava pousando na pista 27R. Técnicos fizeram uma inspeção na taxiway e confirmaram que existiram marcas de borracha provenientes de um toque de aeronave e também um pequeno afundamento no pavimento, que não foi construído para suportar impactos de pousos. Mesmo considerado grave, o incidente não provocou vítimas nem danos na aeronave.[127]